# Волга
Во́лга (мар. Юл, чув. Атӑл, тат. Идел, калм. Иҗил-һол) — река в европейской части России (небольшая часть дельты Волги, вне основного русла реки, находится на территории Казахстана). Одна из крупнейших рек на Земле и самая большая по водности, площади бассейна и длине в Европе, а также крупнейшая в мире река, впадающая в бессточный (внутренний) водоём.
Длина реки составляет 3530 км (до постройки водохранилищ — 3690 км), а площадь водосборного бассейна — 1360 тыс. км². Годовой сток составляет 254 км³.
На Волге расположены четыре города-миллионера (от истока к устью): Нижний Новгород, Казань, Самара и Волгоград. В 1930—1980-х годах на Волге было построено восемь гидроэлектростанций, являющихся частью Волжско-Камского каскада.
Прилегающая к Волге часть территории России называется Поволжьем.
Жители приволжских земель называются волжане, или волгари.

## Этимология
Русское название Волга (др.-рус. Вльга) произошло от праславянского *Vьlga, ср. во́лглый — волога — влага. В пользу славянской версии происхождения названия говорит наличие рек Vlha в Чехии и Вильга в Польше.
Исходя из того, что верховье Волги находится в зоне, где широко представлена гидронимия балтского происхождения, предложена этимология из балтийских языков: ilga «длинный, долгий» → оз. Волго → р. Волга; valka «ручей, небольшая река». Альтернативные версии выводят название реки из прибалтийско-финских (фин. valkea, эст. valge «белый», ср. Вологда) и марийского (др.-мар. *Jylγ (из тюрк.), совр. мар. Юл; мар. Волгыдо «светлый») языков.
В тюркских языках распространено название, созвучное Итиль и относящееся ко всей Волге, а не только к её нижнему и среднему течению.

## Названия жителей
Начиная с летописных памятников известно название жителей волжского края — волжане: «Тои же зимы приходи князь великыи Дмитрии ратью к Новугороду с братом своимъ съ княземъ Володимеромъ, держа гнѣвъ про волжанъ на Новъгород, и стоя въ Ямнех. И ѣзди владыка Алексѣи и докоица миръ на всеи Вперёдѣ; а за винныи люди, за волжанъ, взя князь великыи у Новаграда 8000 рублев» (Новгородская первая летопись младшего извода, под 1386 годом).
В XX веке в том же значении стало употребляться название волгари. Исторически это слово входит в малочисленный разряд nomina agentis, который обозначает лиц по роду занятий и одновременно происходит от географического названия. В настоящее время слово волгарь является единственным активным представителем своего структурного разряда русской литературной лексики (основа географического названия плюс агентивный суффикс -арь). Слово впервые встречается в источниках середины XIX века, где связано с профессиями на Волге: коренной ходок по Волге, опытный бурлак, человек, занимающийся судоходством или связанный с судовой работой. Волгарить — бурлачить на Волге. Местом возникновения слова волгарь, предположительно, является нижегородский купеческо-бурлацкий край, шире — средняя Волга.
Как это часто бывает со словами, которые обозначают локальное явлений, из устной речи в литературный язык слово попало через произведения с местной (волжской) тематикой и местные издания (с 1880-х годов): Н. А. Богуславский (1887), газета «Волгарь» (1 января 1892), А. П. Субботин (1894), вначале сохраняя профессиональное значение. К концу XIX века выделилось значение, не связанное с профессиональной деятельностью, например, в программном заявлении газеты «Волгарь» (Нижний Новгород, 1 января 1892), согласно которому «на всём… необъятном пространстве» при Волге, пространстве Поволжского края «живёт и работает волжский житель — волгарь, двигая великий речной промысел. Газету „Волгарь“ мы посвящаем интересам поволжского люда, т. е. всего того населения, которое живёт на пространстве от Валдайских возвышенностей до Каспийского моря». Один из первых примеров использования этого значения («уроженец, житель Поволжья») читается у Максима Горького: «Их гортанный говор мешался с протяжным растянутым говорком вятичей, с крепкой быстрой фразой волгарей» («Коновалов», 1897). Более поздний пример у Николая Погодин: «(Забелин:) А если построить плотину на Волге… (Ленин:) А где на Волге? Это очень интересно. Я ведь волгарь» (Кремлёвские куранты). По употреблению это новое значение вышло на первое место, что отражено в словаре Ушакова, став разговорным синонимом исконного слова волжанин.
Приобретение этого второго значения на первый взгляд представляется как результат самостоятельного семантического развития, по смежности явлений. Суффикс -арь связан обычно с орудием действия (бунтарь, вратарь, косарь, свинарь и др.). Однако он известен и в составе названий жителей: Мышкин — мышкарь, Ока — окарь, Пежма — пежмарь, Чуна — чунарь, житель Псковской область — скобарь, Сить — сицкарь — северным русским говорам, в отличие от литературного языка, присуще и такое значение суффикса -арь. В этом значении суффикс известен и ряду других современных славянских языков. Новый смысл слова волгарь стал не только следствием семантического развития, но был предопределён и подготовлен значением диалектного суффикса.

## Палео-Волга
Геологическая история Волги начинается в конце миоцена — начале плиоцена, когда была заложена долина реки современного облика. В течение плиоцена долина постепенно углублялась. Преобладали эпохи выполнения долины[что?]. Впадала Волга в Каспийское море в районе современного Баку (примерно на той же широте Волга впадала в Каспий в оптимуме голоцена) в конце миоцена, однако в плиоцене, во время акчагыльской трансгрессии Каспия, устье располагалось в районе Казани. В это время климат региона был субтропическим, а по берегам реки росли магнолии.
В начале раннего неоплейстоцена произошло наибольшее четвертичное углубление долины (на 70 м; базис эрозии располагался на 10 м над уровнем моря в верхней Волге). В эпоху плейстоценовых оледенений ледники покрывали почти всю верхнюю Волгу, половину Окского бассейна и северные части бассейнов средней Волги и Камы. В течение плейстоцена долина испытывала попеременные врезания — выполнения осадками в результате отклика на ледниковые и межледниковые эпохи.
В середине XX века некоторые учёные предполагали, что в доледниковый период плейстоцена долинная сеть бассейна Верхней Волги значительно отличалась от современной. По мнению И. В. Пролеткина, воды бассейна Среднего Поволжья могли иметь сток (на широте чуть севернее участка от Казани до Нижнего Новгорода) в западном направлении, который затем попадал через Окский речной бассейн, в долину палео-Дона. Общая структура и направление водотока в таком случае могли быть следующими: палео-Кама — палео-Волга — палео-Ока — палео-Дон. Однако подобные гипотезы не были подкреплены бурением и инструментальными данными.

## Исторические сведения

### Древние названия
Возможно, что самое раннее свидетельство о Волге содержится в древнеиранской «Авесте» (приблизительно конец 2-го — первая половина 1-го тысячелетия до н. э.), где в «Видевдате» и «Яштах» упоминается некая река, «протекающая на краю света», под названием Рангха или Ранха:235—236.
Предполагают, что первое упоминание о Волге в древнегреческих источниках встречается в трудах Геродота (V в. до н. э.). В его рассказе о походе персидского царя Дария I на скифов сообщается, что Дарий, преследуя скифов за реку Танаис (совр. Дон), остановился на реке Оар. Хотя в повествовании говорится, что Оар впадает в Меотиду (совр. Азовское море), исследователи полагают, что Геродот зафиксировал скифское (то есть иранское) название Волги:231—233.
У античных авторов первых веков н. э. — Клавдия Птолемея (II в.) и Аммиана Марцеллина (IV в.) — Волга называлась Ра, лат. Rha (ср. мокш.  и эрз. Рав — оба названия иранского происхождения). Более ранние античные географы (Эратосфен, Посидоний, Страбон) придерживались теории, согласно которой Каспийское море — это залив Северного океана, а река — пролив. Однако Птолемей отмечает, что текущая с севера река Ра образуется слиянием двух рек, одна из которых течёт с гор запада, а другая с гор востока:230, 233. На картах, созданных в Средние века, можно встретить названия Ра, которые относятся как ко всему течению Волги, так и к её основному притоку — Каме.
Другое название Волги, фонетически близкое Геродотову Оару и Птолемееву Ра, исследователи видят в реке Аракс. Упоминание этого названия встречается у Геродота, Аристотеля и Диодора Сицилийского, и в античности существовали разные мнения о местонахождении этой реки (например, Амударья или река Аракс в Закавказье). Некоторые источники помещают эту реку на севере или северо-востоке от Каспийского моря. Так, Геродот описывает дельту впадающего в море Аракса сорока устьями и заселяет её людьми, которые «питаются сырой рыбой и пользуются шкурами тюленей как одеждой» — в этом тексте, как полагают некоторые исследователи, описана именно дельта Волги, где только и водились тюлени:233—234.
По сведениям В. Д. Димитриева, на расшифрованной С. Т. Еремяном карте неизвестного армянского географа (VII в.) Волга называлась Атл, а рядом с ней обозначена река под названием Ра, которой нет на современных картах. Расположенные ныне между Волгой и Доном озёра являются, возможно, остатками этой исчезнувшей реки, рукав которой впадал в Дон:208.
В Средние века Волга с Камой и Белой известна под названием Итиль (ср. современные названия тат. Идел, ног. Эдил, каз. Еділ, чув. Атӑл, калм. Иҗил). Византийский хронист Феофан Исповедник (VIII—IX вв.), описывая географические названия Северного Причерноморья, несколько раз упоминает «величайшую реку, стекающую вниз от океана по земле сарматов и называемую Ατελ».

### Волжский торговый путь
В самой ранней древнерусской летописи, «Повести временных лет», сказано: «Из того Волоковского леса [совр. Валдайская возвышенность] потечёт Волга на восток и втечёт… в море Хвалисское [совр. Каспийское море]».
Географическое положение Волги и притоков привело к возникновению волжского торгового пути. Через волгодонскую переволоку осуществлялась связь с Доном-Азовским-Чёрным морем. Из арабского халифата вывозились ткани, металлы, из славянских земель — оружие (мечи), меха, воск, мёд. В IX—X веках в торговле значительную роль играли такие центры, как хазарский Итиль в устье, булгарский Булгар на Средней Волге, русские Ростов, Суздаль, Муром в Верхнем Поволжье. После похода князя Святослава в 965 году на Волгу и разгрома многих хазарских городов значение волжского торгового пути сокращалось, а многие древние торговые города приходили в упадок.
Начиная с XI века большая часть русской международной торговли проходила по днепровскому торговому пути, чему способствовала княжеская политика, ориентированная на торговые и религиозные связи с Византией. В этот период волжская торговля ослабевала, а в XIII веке монголо-татарское нашествие нарушило хозяйственные связи, кроме бассейна верхней Волги, где активную роль играли Новгород, Тверь и города Владимиро-Суздальской Руси. С XV века значение торгового пути восстанавливалось, росла роль таких центров, как Казань, Нижний Новгород, Астрахань.

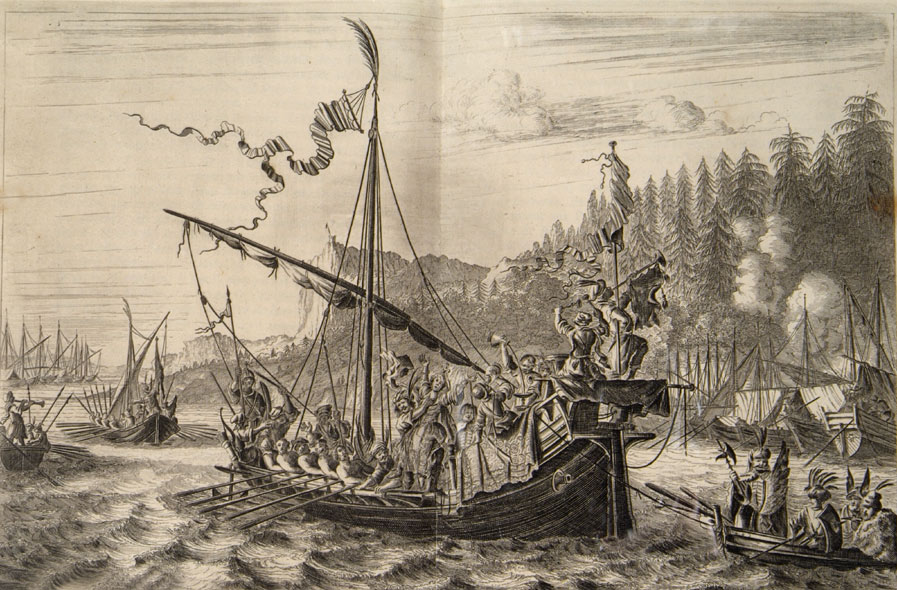
Степан Разин бросает персидскую царевну в Волгу

Покорение Иваном Грозным в середине XVI века Казанского и Астраханского ханств привело к объединению всей Волжской речной системы в руках России, что способствовало расцвету волжской торговли в XVII веке. Возникли новые крупные города — Самара, Саратов, Царицын. Большую роль играли Ярославль, Кострома, Нижний Новгород, Симбирск. По Волге ходили большие караваны судов (до 500). Бассейн Волги в XVII—XVIII веках являлся основным районом действий восставших казаков и крестьян под руководством Степана Разина и Емельяна Пугачёва.

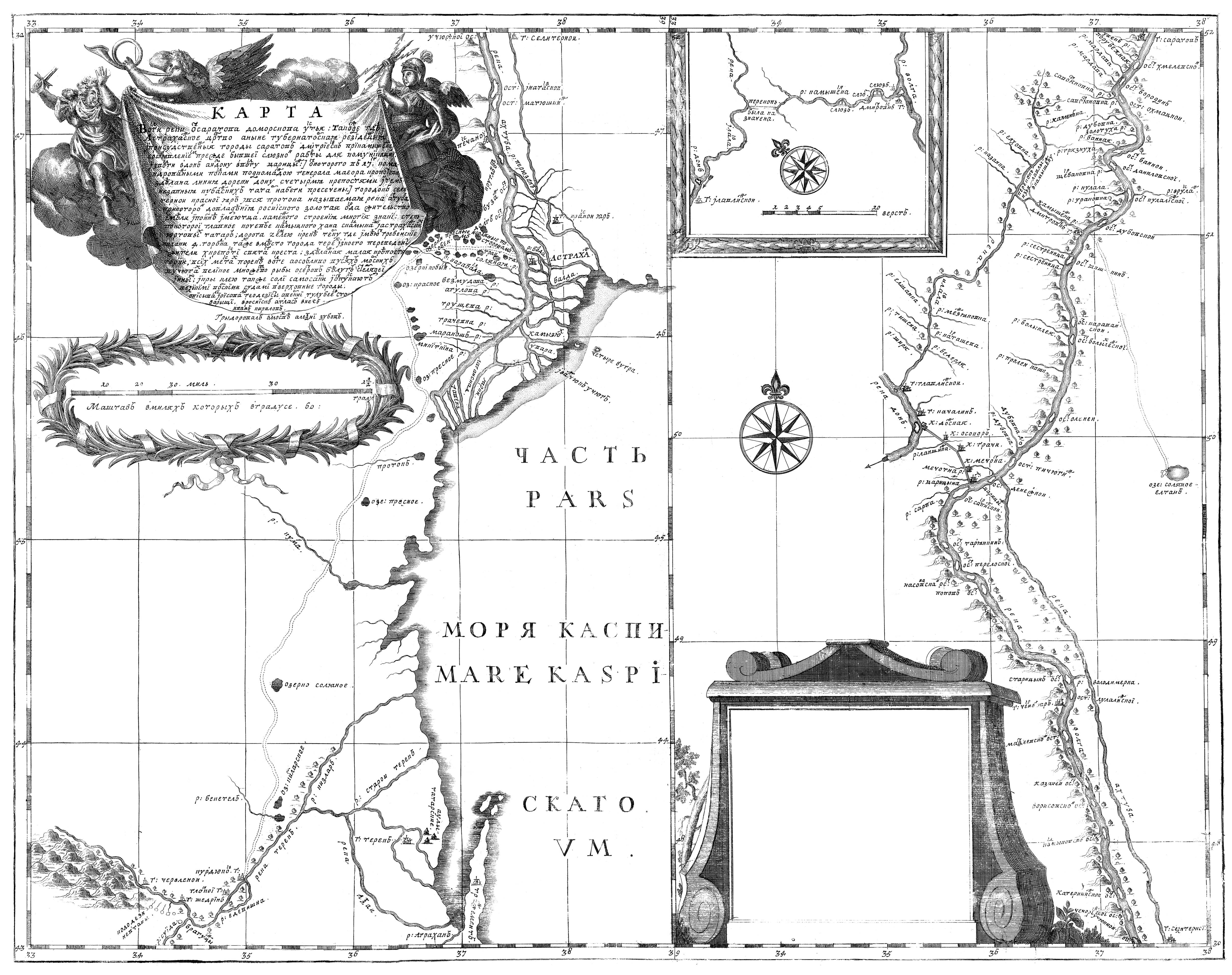
Волга от Саратова до устья. Атлас Всероссийской империи И. К. Кирилова 1722—1737 гг.

В XVIII веке основные торговые пути перемещались на Запад, а экономическое развитие нижней Волги сдерживалось слабой заселённостью и набегами кочевников.

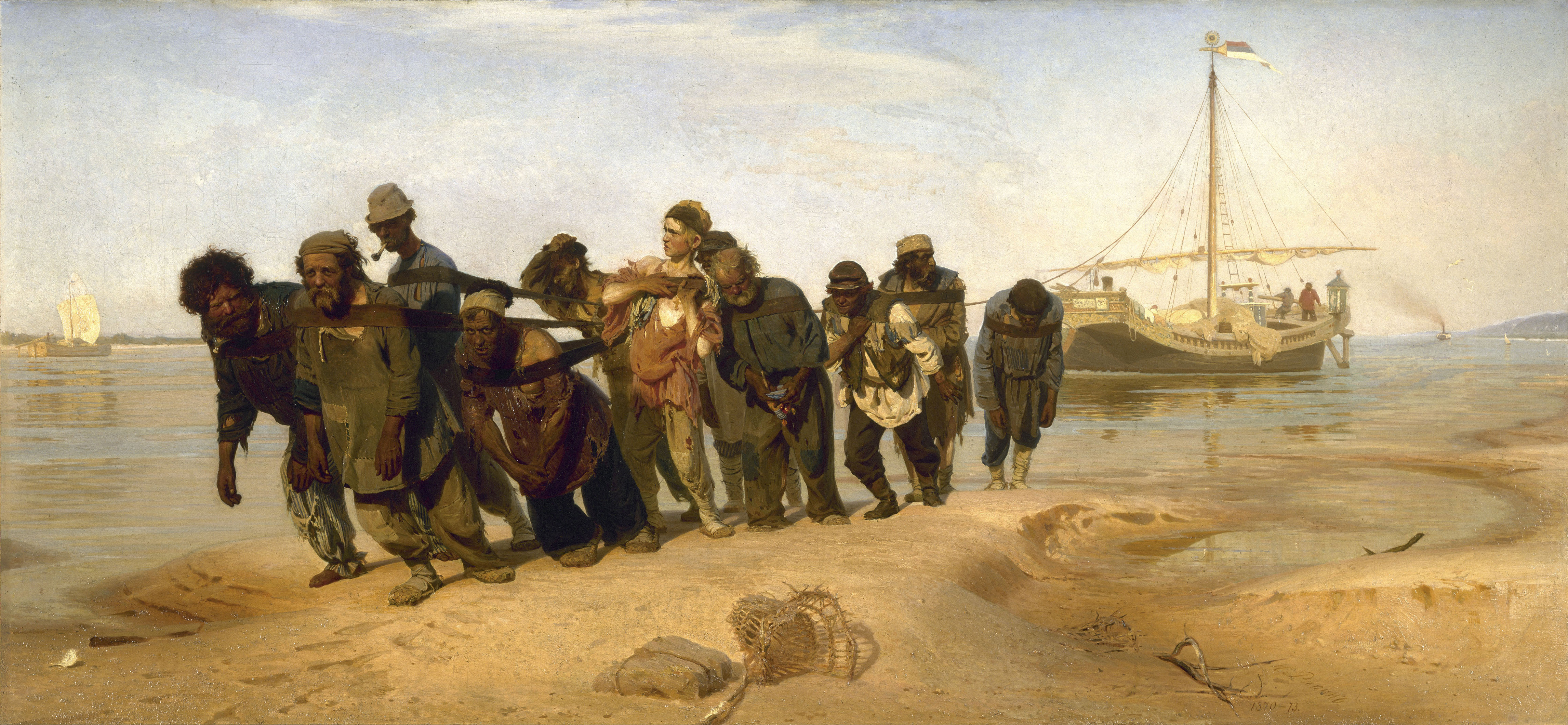
Илья Репин. «Бурлаки на Волге», 1873

В XIX веке волжский торговый путь получил значительное развитие после соединения Мариинской речной системой бассейна Волги и Невы (1808), возник крупный речной флот (в 1820 году — первый пароход), на Волге работало до 300 тысяч бурлаков. Совершались перевозки хлеба, соли, рыбы, позже нефти и хлопка.
Развитие Гражданской войны в России (1917—1922) во многом связано с установлением в 1918 году в ряде городов Поволжья власти Комитета учредительного собрания. Восстановление контроля большевиков над Волгой считается важным переломным моментом Гражданской войны — этот контроль обеспечивал доступ к хлебным ресурсам и бакинской нефти. Важную роль в Гражданской войне сыграла оборона Царицына, в которой большое участие принимал И. В. Сталин, что и послужило поводом для переименования Царицына в Сталинград.
В годы социалистического строительства в связи с индустриализацией всей страны значение волжского торгового пути возросло. С конца 1930-х годов Волгу начали использовать как источник гидроэлектроэнергии. В период Великой Отечественной войны на реке произошли переломные и наиболее кровопролитные Ржевская и Сталинградская битвы. В послевоенный период экономическая роль Волги значительно усилилась, особенно после создания ряда крупных водохранилищ и гидроэлектростанций.

## Географическое положение

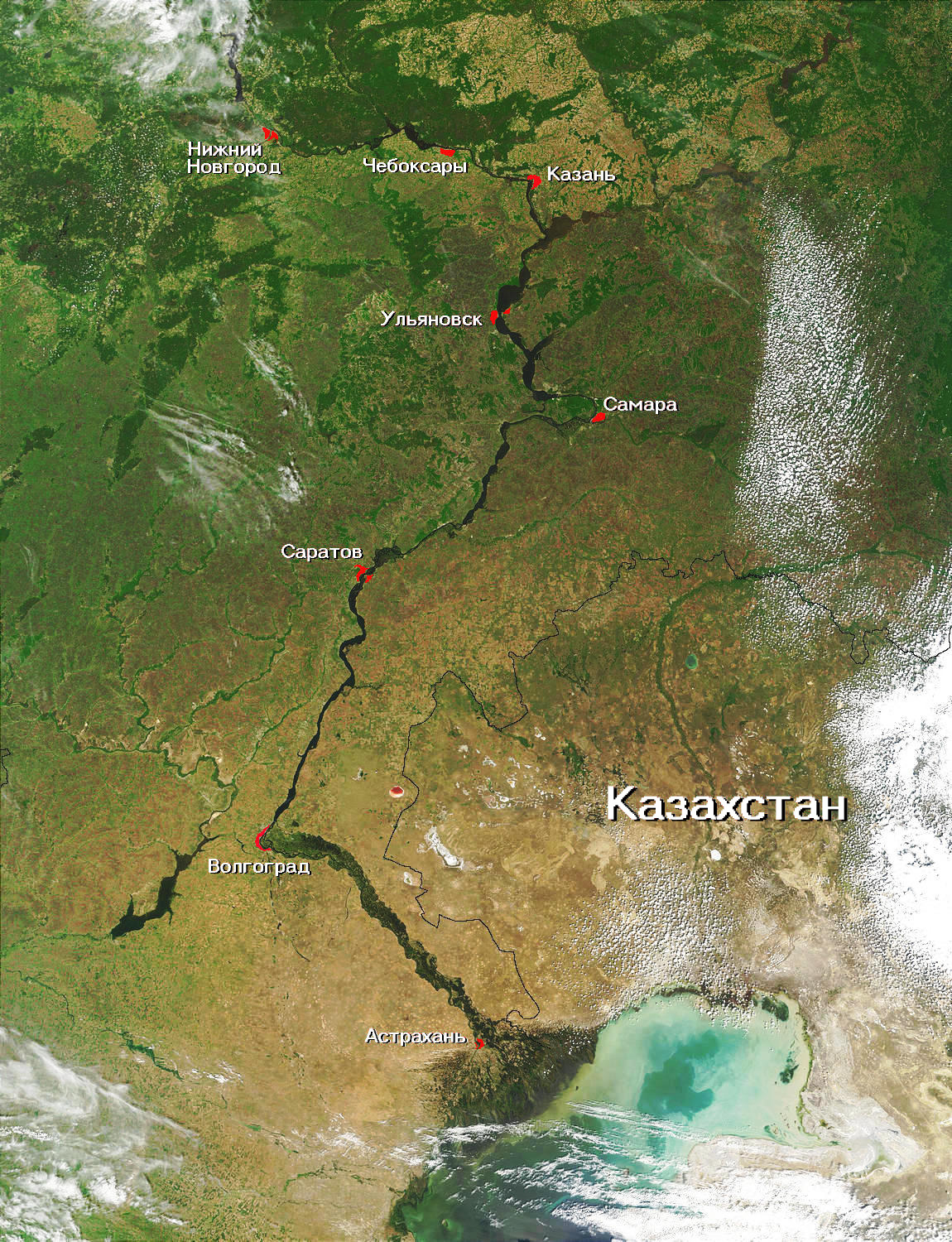
Вид Волги со спутника Терра

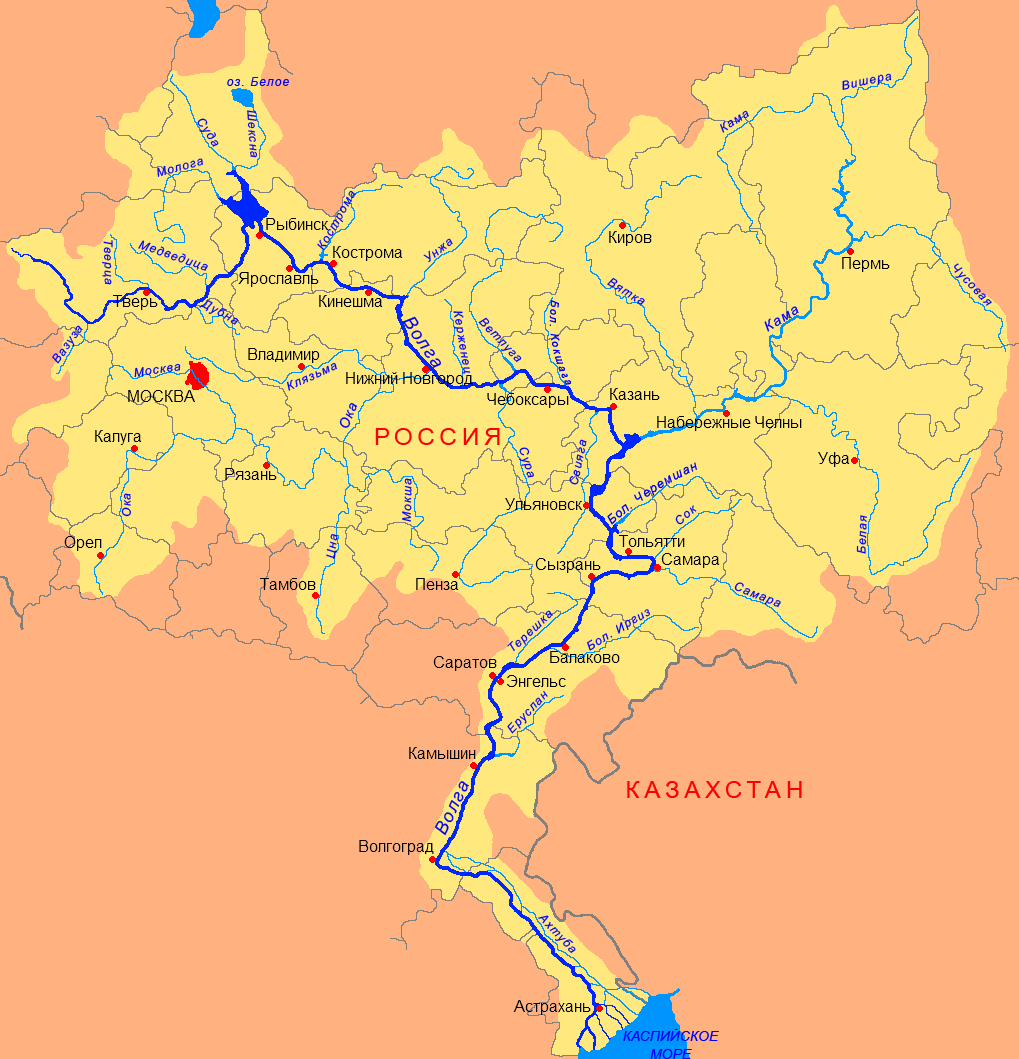
Бассейн Волги

Волга берёт начало на Валдайской возвышенности (на высоте 228 метров) и впадает в Каспийское море. Устье реки лежит на 28 метров ниже уровня моря. Волга — крупнейшая в мире река внутреннего стока, то есть не впадающая в Мировой океан.
Речная система бассейна Волги включает 151 тысячу водотоков общей протяжённостью 574 тыс. км. Волга принимает около 200 притоков. Левые притоки многочисленнее и многоводнее правых. После Камышина значительных притоков нет.
Бассейн Волги занимает около ⅓ европейской территории России и простирается от Валдайской и Среднерусской возвышенностей на западе до Урала на востоке. Основная, питающая часть водосборной площади Волги — северная (до субширотного отрезка реки и города Москвы, а также вся горная часть) — расположена в лесной зоне, средняя часть бассейна до города Самары — в лесостепной зоне, южная часть — в степной зоне до Волгограда, а южнее — в полупустынной. Волгу принято подразделять на верхнюю Волгу — от истока до устья Оки, среднюю — от впадения Оки до устья Камы и нижнюю — от впадения Камы до впадения в Каспийское море.

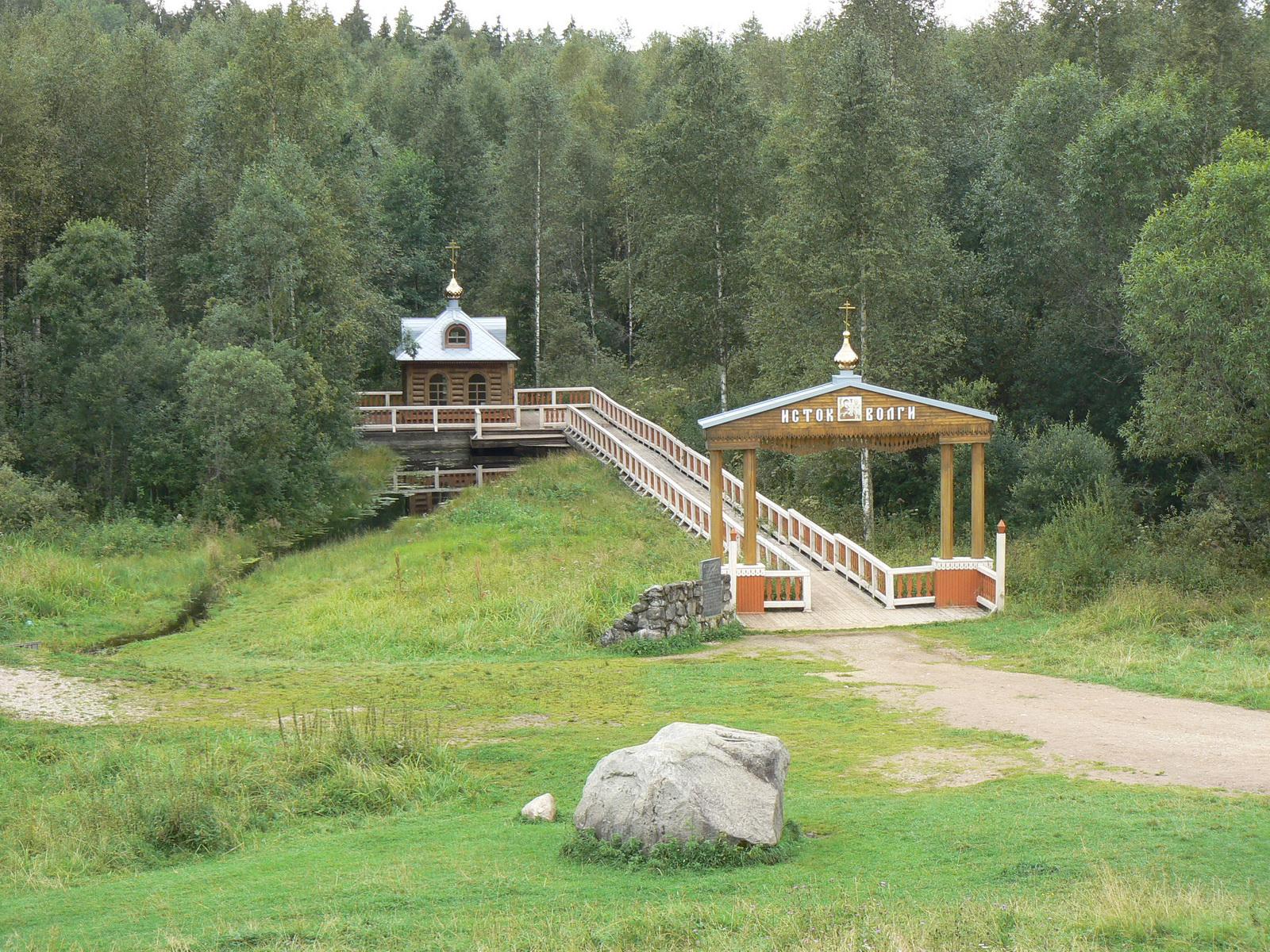
Исток Волги

### Исток
Исток Волги — ключ у деревни Волговерховье в Тверской области. В верхнем течении, в пределах Валдайской возвышенности Волга проходит через небольшие озёра — Малое и Большое Верхиты, затем через систему крупных озёр, известных как Верхневолжские озёра: Стерж, Вселуг, Пено и Волго, объединённые в Верхневолжское водохранилище.

### Верхняя Волга

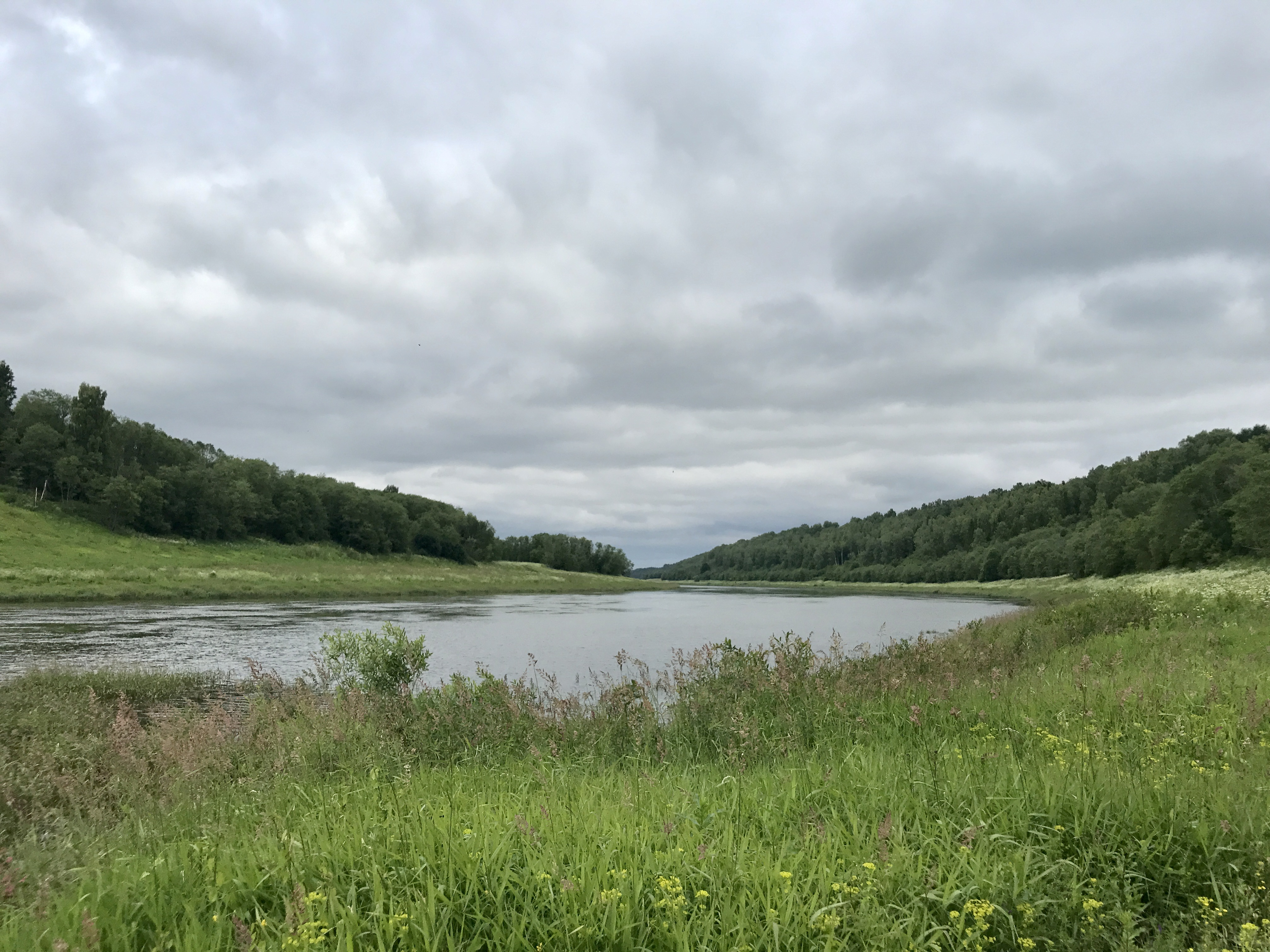
Волга в верхнем течении ниже Старицы

После прохождения Волги через систему Верхневолжских озёр в 1843 году была сооружена плотина (Верхневолжский бейшлот) для регулирования стока воды и поддержания судоходных глубин в межень.
Первый крупный населённый пункт на Волге от истока — город Ржев. За ним начинается судоходная зона.
Ниже Костромы Волга фактически перестаёт быть рекой и представляет собой череду водохранилищ, сплошь зарегулирована. Между городами Тверью и Рыбинском на Волге созданы Иваньковское водохранилище (так называемое Московское море) с плотиной и ГЭС у г. Дубны, Угличское водохранилище (ГЭС у Углича) — Рыбинское водохранилище (ГЭС у Рыбинска). В районе Рыбинск — Ярославль и ниже Костромы река протекает в узкой долине среди высоких берегов, пересекая Угличско-Даниловскую и Галичско-Чухломскую возвышенности. Далее Волга течёт вдоль Унженской и Балахнинской низменностей. У Городца (выше Нижнего Новгорода) Волга, перегороженная плотиной Нижегородской ГЭС, образует Горьковское водохранилище.

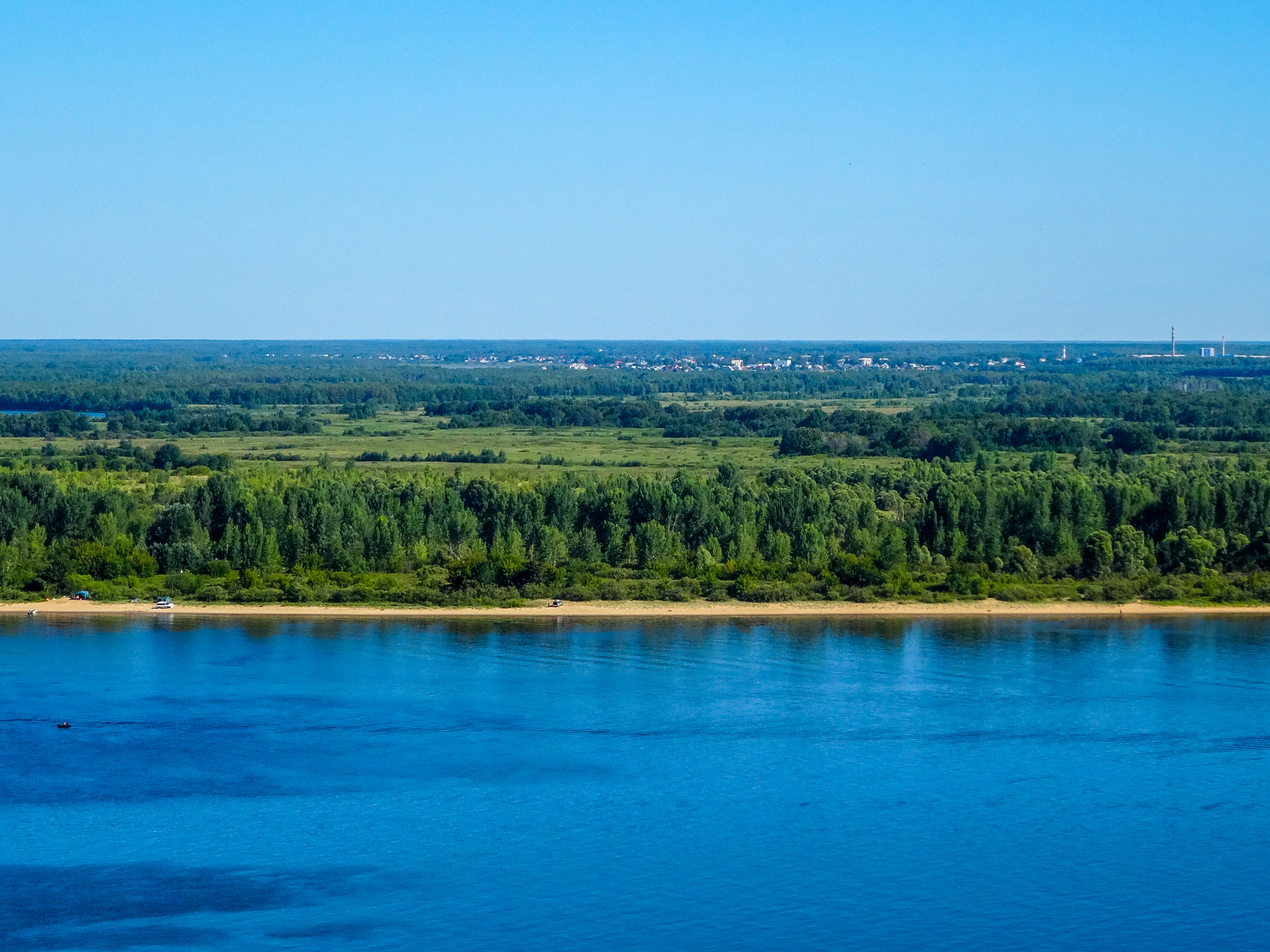
Волга со смотровой площадки около памятника Валерию Чкалову в Нижнем Новгороде. Июль 2014

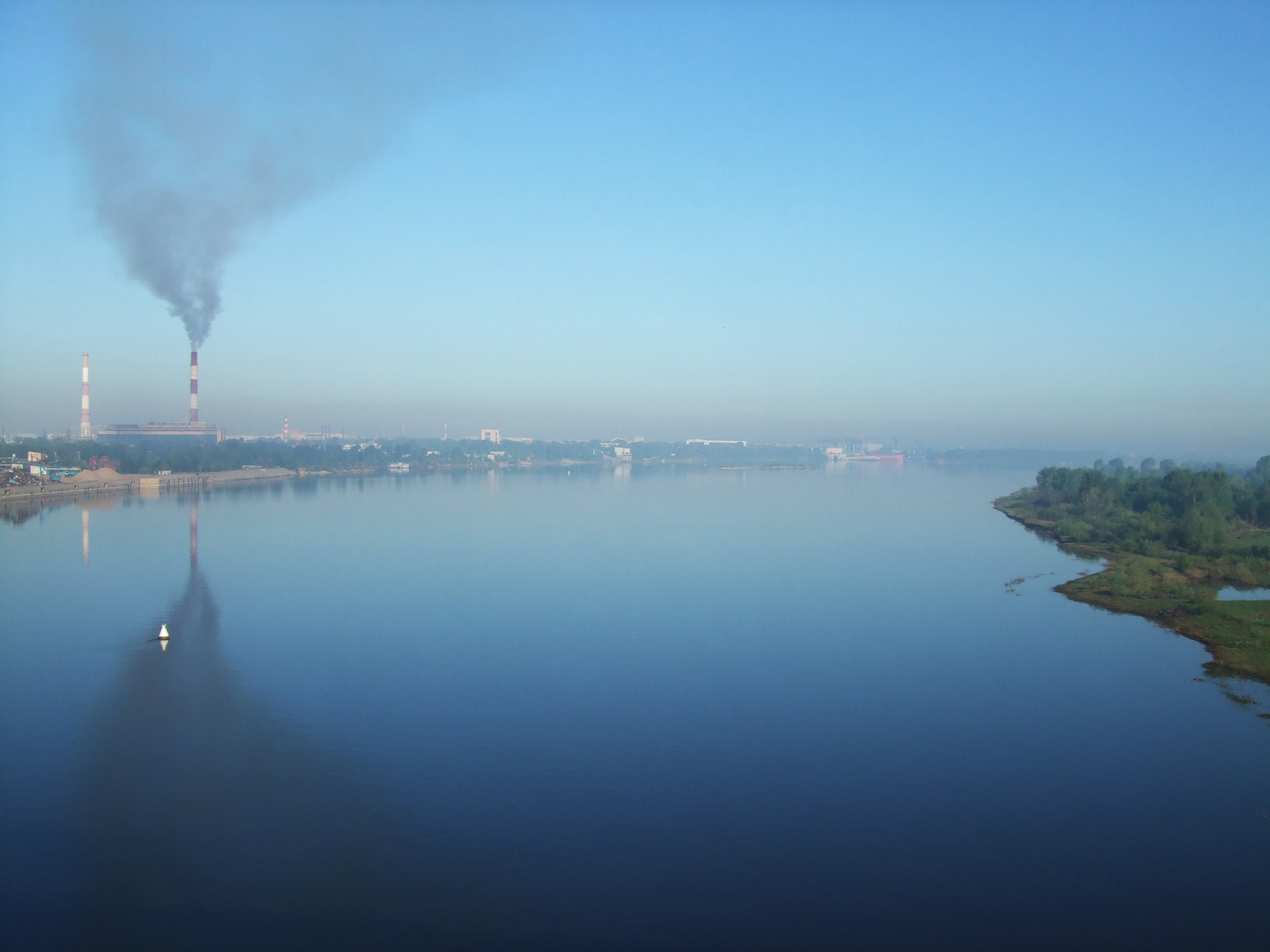
Волга у Нижнего Новгорода

Строительство Рыбинской и Нижегородской ГЭС перераспределило годовой сток ниже Городца. Паводок (весенний сток) был срезан, сток во время летней-осенней межени был увеличен на 15 %, в зимнюю межень — в два раза.
Участок после Городецких шлюзов является проблемным для судоходства, на нём много перекатов (Городецкий, Верхне-Кочергинский, Нижне-Кочергинский, Верхне-Ветлянский, Нижне-Ветлянский, Парашинский яр, Верхне-Парашинский, Нижний Парашинский, Коровий, Козинский, Георгиевский, Верхне-Ревякский, Средне-Ревякский, Нижне-Ревякский, мели реки Оки), а также островов (Кочергинский/Щукобор, Красавчик, Ревякский) и огрудков (Кочергинские, Ветлянкие, Кубенцовские, Балахнинские). Для увеличения судоходных глубин на острове Ревякский рассматривается возможность строительства Нижегородского низконапорного гидроузла.
Крупнейшие притоки верхней Волги — Селижаровка, Вазуза, Тверца, Молога, Шексна, Кострома и Унжа.

### Средняя Волга
В среднем течении, ниже впадения Оки, Волга становится ещё более полноводной. Она течёт вдоль северного края Приволжской возвышенности. Правый берег реки высокий, левый — низменный. После постройки Чебоксарской ГЭС образовалось Чебоксарское водохранилище. Наиболее крупные притоки Волги в среднем течении — Ока, Сура, Ветлуга и Свияга.

### Нижняя Волга

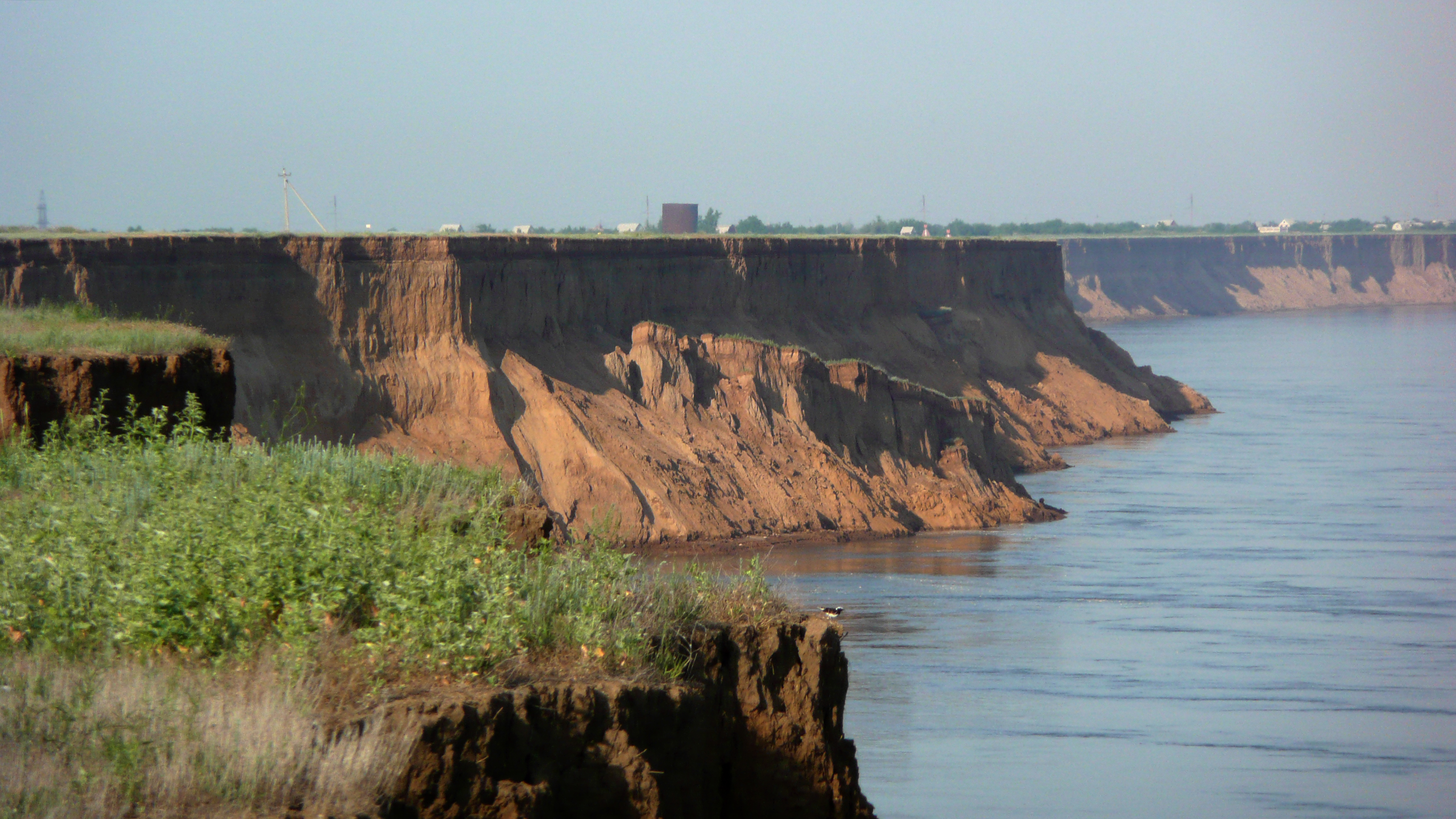
Волжские берега у селения Райгород — Нижняя Волга

В нижнем течении после впадения Камы Волга получает довольно мало речного стока. Она протекает здесь вдоль Приволжской возвышенности. Около Тольятти выше Самарской Луки, которую образует Волга, огибая Жигулёвские горы, сооружена плотина Жигулёвской ГЭС; выше плотины простирается Куйбышевское водохранилище. На Волге в районе города Балаково возведена плотина Саратовской ГЭС. Выше плотины находится Саратовское водохранилище. Нижняя Волга принимает сравнительно небольшие притоки — Сок, Самару, Большой Иргиз, Еруслан. В Волгограде, в районе Волжской ГЭС от Волги отделяется левый рукав — Ахтуба (длина 537 км), которая течёт параллельно основному руслу. Обширное пространство между Волгой и Ахтубой, пересечённое многочисленными протоками и староречьями, называется Волго-Ахтубинской поймой; ширина разливов в пределах этой поймы достигала прежде 20—30 км. На Волге между началом Ахтубы и Волгоградом построена Волжская ГЭС; выше плотины простирается Волгоградское водохранилище. В сорока километрах ниже плотины к Волге примыкает Волго-Донской канал, связывающий её с Цимлянским водохранилищем Дона.
Дельта Волги начинается в месте отделения от русла Волги рукава Бузан (в 46 км севернее Астрахани) и является одной из самых крупных в России и крупнейшей в Европе. В дельте насчитывается до 500 рукавов, протоков и мелких речек. Главные рукава — Бузан, Бахтемир, Камызяк, Старая Волга, Болда, Ахтуба; из них в судоходном состоянии поддерживается Бахтемир, образуя Волго-Каспийский канал. Один из рукавов нижнего течения Волги — река Кигач — пересекает территорию Казахстана. С указанного рукава берёт начало стратегический водовод «Волга — Мангышлак», обеспечивающий пресной водой отдельные районы Мангистауской области Казахстана.
В разные периоды времени дельта Волги меняла своё положение.
<…> во II веке началось усыхание аридной зоны, достигшее максимума в III веке. За этот период Каспийское море поднялось до отметки минус 33-32 м. Волга понесла такое количество воды, которое тогдашнее русло вместить не могло, и образовала дельту современного типа. На юг дельта простиралась почти до полуострова Бузачи (севернее Мангышлака).Л. Н. Гумилёв «Хазария и Каспий» Вестник Ленинградского ун-та — 1964 — № 6, вып. I — с. 83-95.
После сооружения Куйбышевского водохранилища границей между средней и нижней Волгой в некоторых источниках считают Жигулёвскую ГЭС выше Самары.
В других источниках границей между средней и нижней Волгой считается Саратовская ГЭС (в городе Балаково); таким образом (как и в делении Поволжья на части), к нижней Волге относятся Саратовская область (кроме крайних северных районов), Волгоградская область, республика Калмыкия и Астраханская область.

## Гидрологический режим

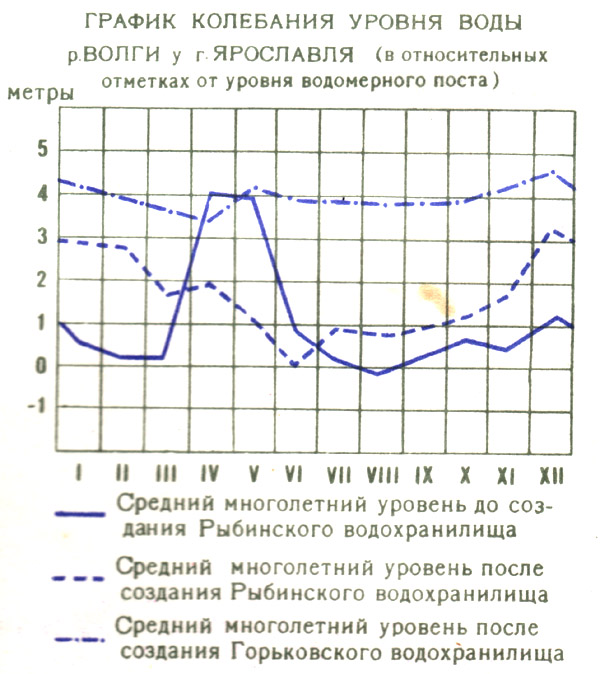
Влияние водохранилищ на колебания уровня воды в Волге

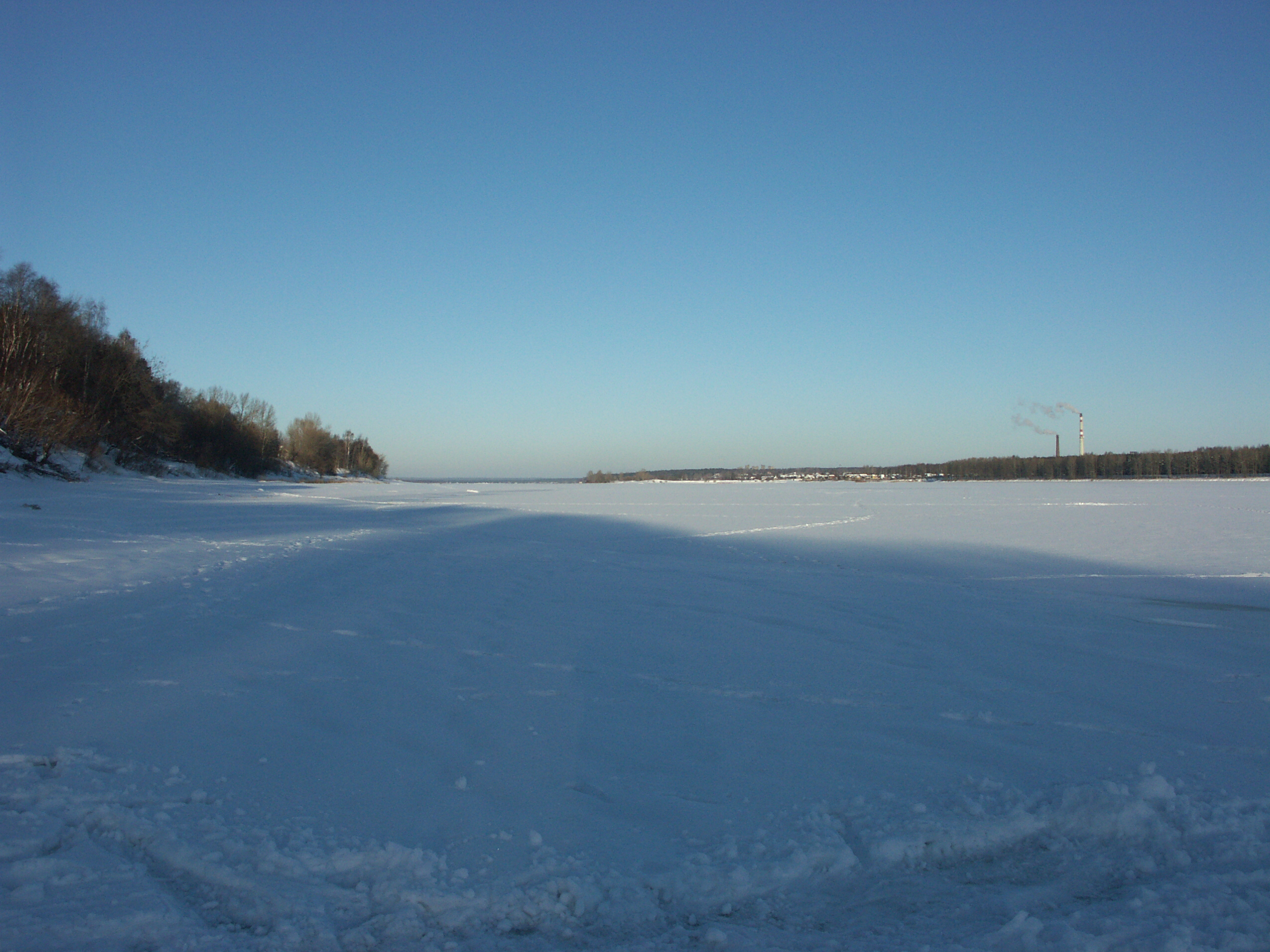
Новогодняя Волга (северная окраина Ярославля)

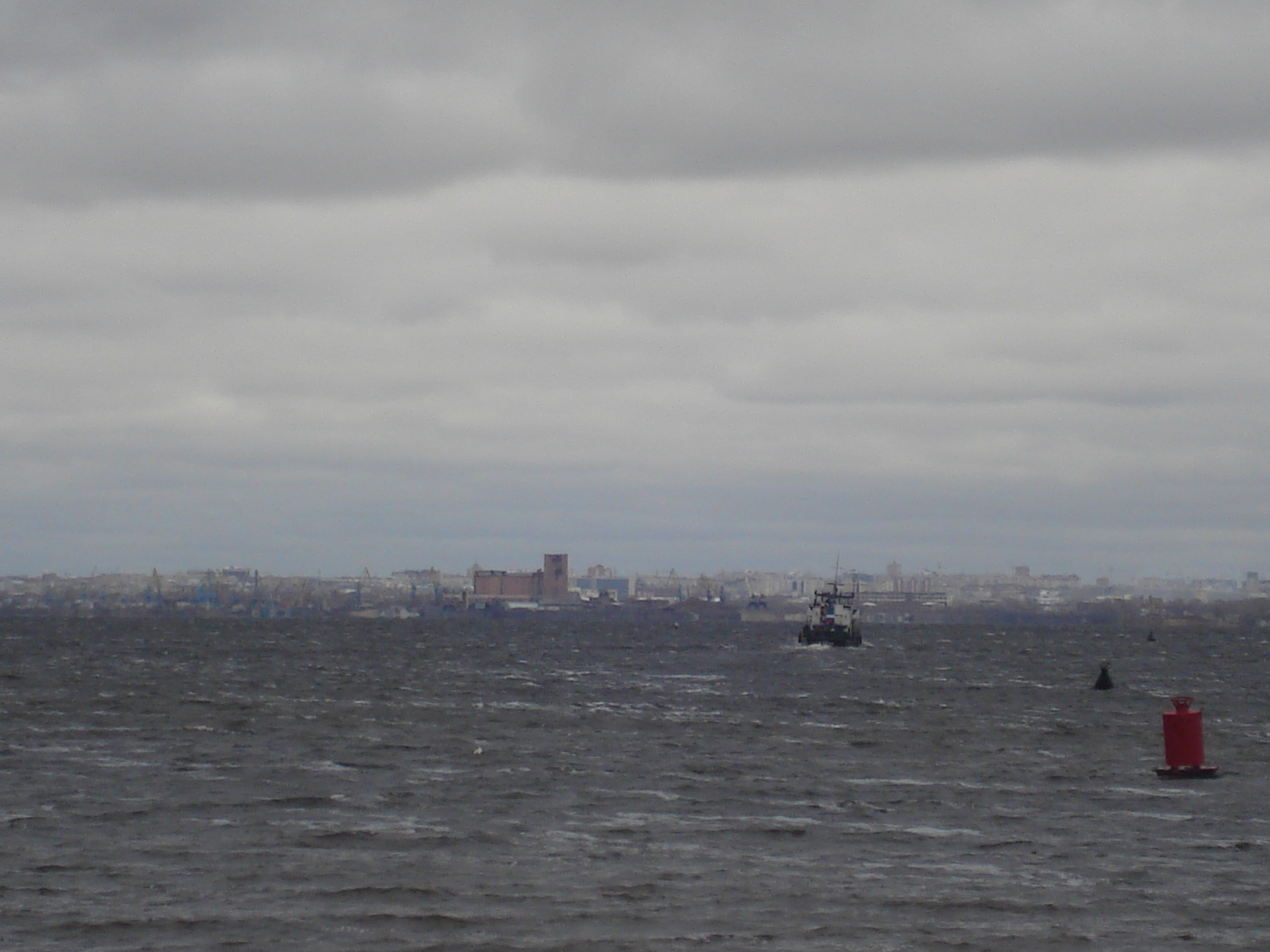
Ненастье на Волге (Куйбышевское водохранилище у Казани)

Основное питание Волги осуществляется снеговыми (60 % годового стока), грунтовыми (30 %) и дождевыми (10 %) водами. Естественный режим характеризуется весенним половодьем (апрель — июнь), малой водностью в период летней и зимней межени и осенними дождевыми паводками (октябрь). Годовые колебания уровня Волги до регулирования достигали у Твери 11 м, ниже Камского устья — 15—17 м и у Астрахани — 3 м. С постройкой водохранилищ сток Волги зарегулирован, колебания уровня резко уменьшились. Сильные паводки случались на Волге в 1709, 1719, 1853, 1908 и 1926 годах. Кроме того, в связи с подъёмом уровня при создании водохранилищ вдоль низменных берегов в ряде городов образовались широкие и часто мелководные заболоченные лиманы и затоны, а также построены инженерные защитные сооружения в виде дамб, резервных насосов и т. п.
Среднегодовой расход воды у Верхневолжского бейшлота 29 м³/с, у города Твери — 182, у города Ярославля — 1110, у города Нижнего Новгорода — 2970, у города Самары — 7720, у города Волгограда — 8060 м³/с. Ниже Волгограда река теряет около 2 % своего расхода на испарение. Максимальные расходы воды в период половодья в прошлом ниже впадения Камы достигали 67 000 м³/с, а у Волгограда в результате разлива по пойме не превышали 52 000 м³/с. В связи с регулированием стока максимальные расходы половодья резко снизились, а летние и зимние меженные расходы сильно повысились. Водный баланс бассейна Волги до Волгограда в среднем за многолетний период составляет: осадки 662 мм, или 900 км³ в год, речной сток 187 мм, или 254 км³ в год, испарение 475 мм, или 646 км³ в год.
До создания водохранилищ в течение года Волга выносила к устью около 25 млн т наносов и 40—50 млн т растворённых минеральных веществ. Температура воды Волги в середине лета (июль) достигает 20—25 °C. Вскрывается Волга у Астрахани в середине марта, в 1-й половине апреля вскрытие происходит на верхней Волге и ниже Камышина, на всём остальном протяжении — в середине апреля. Замерзает в верхнем и среднем течении в конце ноября, в нижнем — в начале декабря; свободной ото льда остаётся около 200 дней, а близ Астрахани — около 260 дней. С созданием водохранилищ тепловой режим Волги изменился: на верхних бьефах продолжительность ледовых явлений увеличилась, а на нижних стала короче.
| Средний расход воды (м³/с) реки Волга по месяцам с 1879 по 1984 гг. (замеры производились на гидрологическом посту в Волгограде) |

## Регионы на территории бассейна
На начало XXI века в пределах бассейна Волги полностью или частично расположено 37 субъектов Российской Федерации. Это наиболее плотно заселённый район России — здесь проживает около 60 млн человек (примерно 40 % населения России) и производится одна треть всей промышленной и сельскохозяйственной продукции страны.

Субъекты РФ на Волге

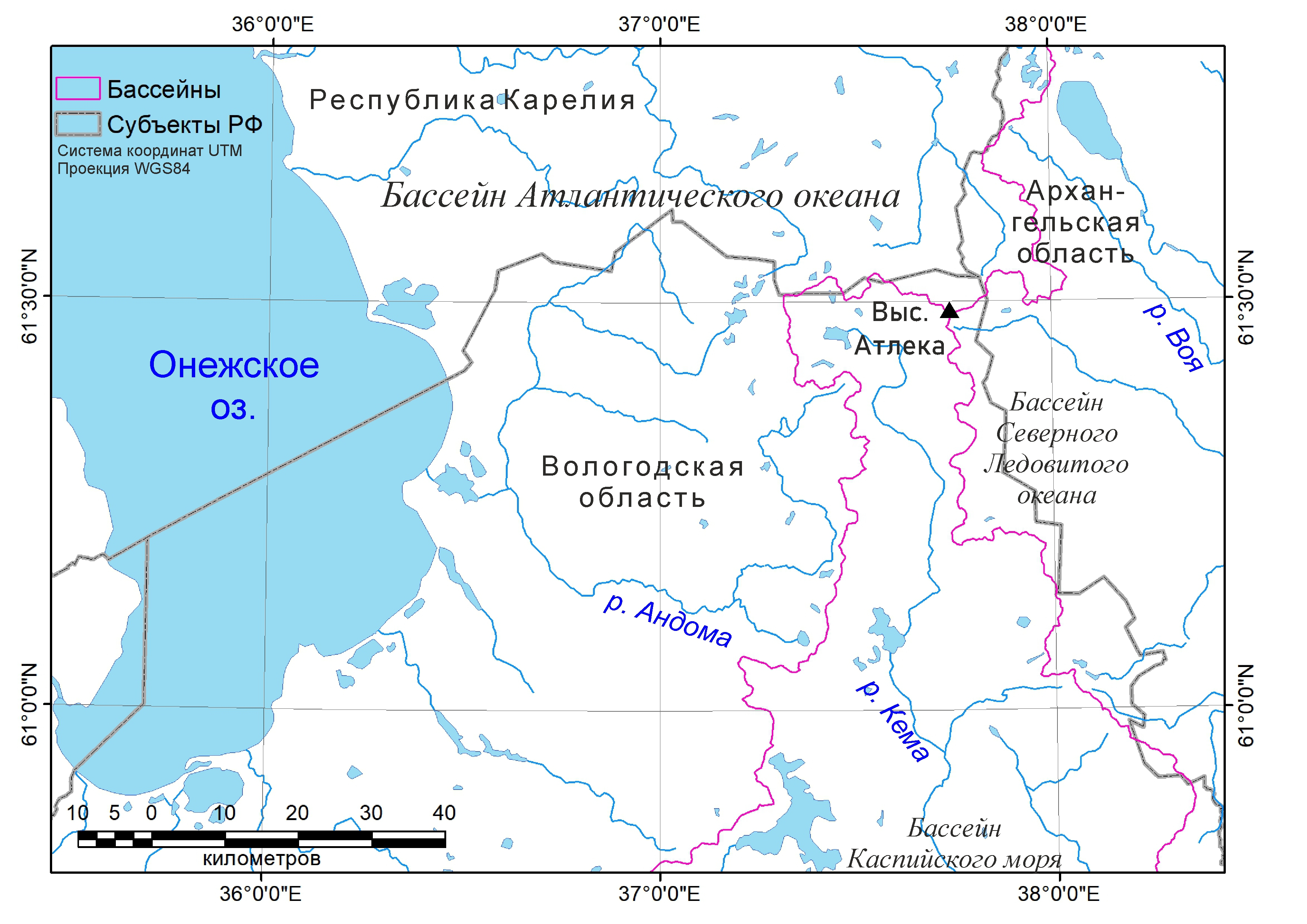
Высота Атлека (тройная точка на границе Северного Ледовитого, Атлантического и Каспийского бассейнов)

Волга протекает по территории 15 субъектов Российской Федерации (от истока к устью):
- Тверская область,
- Московская область,
- Ярославская область,
- Костромская область,
- Ивановская область,
- Нижегородская область,
- Марий Эл,
- Чувашия,
- Татарстан,
- Ульяновская область,
- Самарская область,
- Саратовская область,
- Волгоградская область,
- Астраханская область,
- Калмыкия.

Водные объекты бассейна Волги расположены также на территории следующих субъектов Российской Федерации (по алфавиту):
- Архангельская область[35],
- Башкортостан,
- Брянская область,
- Владимирская область,
- Вологодская область,
- Калужская область,
- Карелия[35],
- Кировская область,
- Коми,
- Курская область[36][37],
- Ленинградская область,
- Липецкая область,
- Мордовия,
- Москва,
- Новгородская область,
- Оренбургская область,
- Орловская область,
- Пензенская область,
- Пермский край,
- Рязанская область,
- Свердловская область,
- Смоленская область,
- Тамбовская область,
- Тульская область,
- Удмуртия,
- Челябинская область;

а также на территории Западно-Казахстанской и Атырауской областей Казахстана.
Волга соединена с:
- Балтийским морем — Волго-Балтийским водным путём, Вышневолоцкой и Тихвинской системами;
- Белым морем — через Северодвинскую систему и Беломорско-Балтийский канал;
- Азовским и Чёрным морями — через Волго-Донской канал.

В бассейне верхней Волги расположены крупные лесные массивы, в Среднем и частично в Нижнем Поволжье большие площади заняты посевами зерновых и технических культур. Развиты бахчеводство и садоводство. В Волго-Уральском районе — богатые месторождения нефти и газа. Близ Соликамска — крупные залежи калийных солей. В Нижнем Поволжье (озеро Баскунчак, Эльтон) — поваренная соль.

## Экология и рыболовство
В Волге обитает около 70 видов рыб, из них 40 промысловых (важнейшие: вобла, лещ, судак, сазан, сом, щука, осётр, стерлядь). Во времена Российской империи в году было 4 рыболовных сезона: весной (с конца марта до 15—20 мая) ловились судак, лещ и карп; летом (с 15 июля) — осетровые (белуга, севрюга, шип, стерлядь); осенью (с 1 сентября по 1 ноября) и зимой, через прорубь, ловились все виды. Самый крупный улов приходился на весну, затем на осень, зимой рыбы вылавливалось меньше всего. В период нереста, с 15 мая по 15 июля, рыбная ловля на Волге была запрещена.
Выловленных осетровых живыми отправляли по реке в различные волжские города, используя специальные лодки с щелями для прохода проточной воды. Для засолки рыбы одно только предприятие Сапожниковых расходовало 16 тысяч тонн соли ежегодно. Зимой в их лавках продавались осетры длиной до 4 метров, содержащие до 200 кг икры. Уже в конце XIX века количество промысловой рыбы в Волге сильно уменьшилось. Одни связывали это с неумеренной ловлей, другие — с загрязнением воды нефтью, которой отапливались пароходы.
Вода Волги и большинства её крупных притоков в настоящее время очень сильно загрязнена.
В 2017 году была принята федеральная программа «Сохранение и предотвращение загрязнения реки Волги», согласно которой предполагается до 2025 года серьёзно сократить сброс загрязнённых сточных вод, построить и модернизировать 26 гидросооружений, при этом до 50 тыс. га сельскохозяйственных земель получат орошение, и такая же площадь будет отведена для нереста рыбы. Также будут проведены дноуглубительные работы и расчистка водных объектов, осуществлён подъём затонувших судов (на 2018 год их зафиксировано более 3 тыс. единиц).

## Судоходство
Волга судоходна от Ржева до устья.

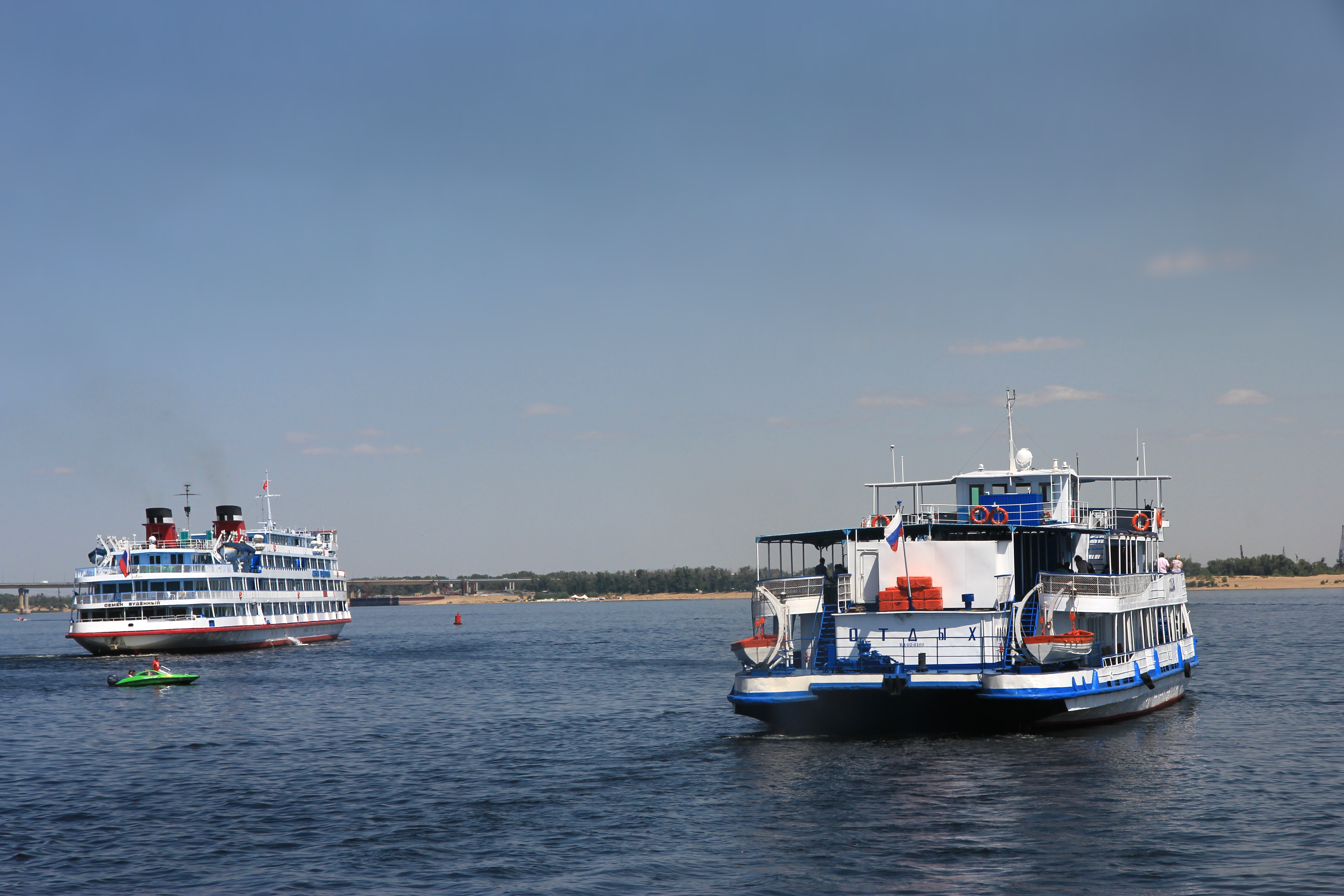
Круизные теплоходы по Волге близ Волгограда

Внутренние водные пути по Волге: от города Ржева до пристани Колхозник (589 километров), пристань Колхозник — Бертюль (пос. Красные Баррикады) — 2604 километра, а также 40-километровый участок в дельте реки.
Речные суда, которые в разное время использовались для судоходства по Волге, выставлены в Музее речного флота Волжского государственного университета водного транспорта в Нижнем Новгороде.

## Мосты и переправы

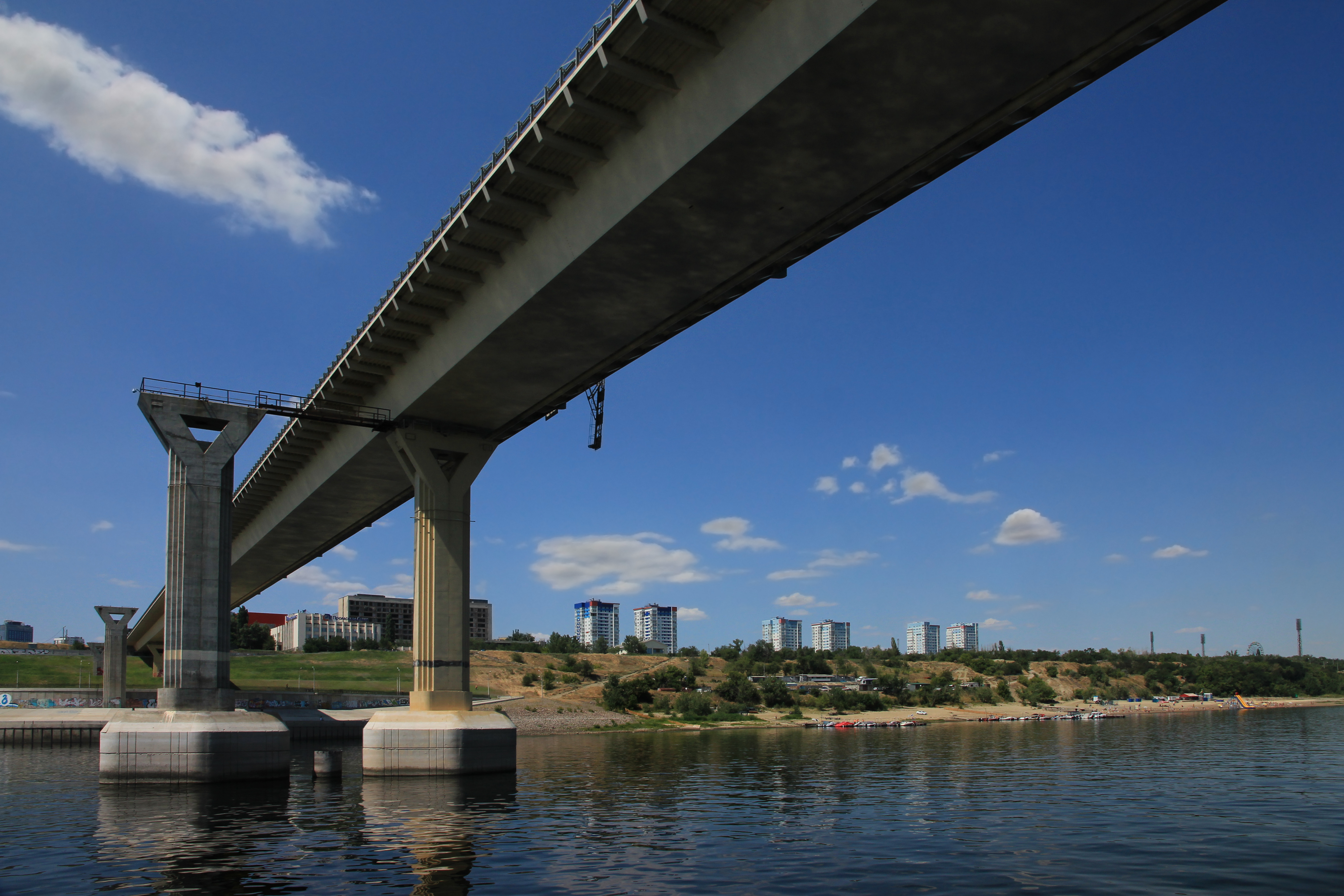
Мост через Волгу в Волгограде

Если не учитывать короткие мосты в верховьях Волги, то первым постоянным мостом через реку можно считать Александровский железнодорожный мост под Сызранью, введённый в эксплуатацию в 1880 году. До этого для переправы грузов и экипажей использовались пароходы-паромы, а ещё раньше — большие плоскодонные лодки, называемые завознями. Самый длинный мост через Волгу, длиннейший в России до 2018 года, — Президентский мост в Ульяновске (5825 метров).

## Волга или Кама
С научной точки зрения, согласно большинству гидрологических признаков, Кама является главной рекой, а Волга — её притоком. Однако, учитывая важнейший исторический фактор, а именно — объединяющую роль реки Волги в создании единого Российского государства, часть реки от места слияния Волги с Камой до Каспийского моря принято считать продолжением Волги, а не Камы. В современности река Кама считается притоком реки Волга, точнее — притоком Куйбышевского водохранилища на реке Волге. А. А. Соколов отмечает, что вопрос выделения главной реки обычно решается исходя из факторов историко-бытового характера, а не объективными научными предпосылками. Он приводит пример с Ангарой, которая по своей водности больше Енисея и с этой точки зрения могла бы считаться главной рекой, а не притоком.
По площади водосбора к месту слияния рек больше Волга (658,9 тыс. км² против 536,9 тыс. км²). Однако на этой территории Волга объединяет меньшее количество рек и уступает Камскому бассейну (66,5 тыс. рек против 73,7 тыс.).
Расход воды Камы в месте её слияния с Волгой — 4300 м³/с, а Волги — 3100 м³/с. До слияния Волги и Камы длина Камы составляет 1882 км (до строительства плотин длина Камы была 2030 км) против 1390 км у Волги.
На весеннее половодье Средней Волги приходится 60—70 % годового стока, а в летне-осенний период малое количество осадков приводит к обмелению Волги.
На Каме в летне-осенний период водосток снижается незначительно (за счёт питания с горных рек Урала и северных притоков Камского бассейна), поэтому Кама полноводна в любое время года.

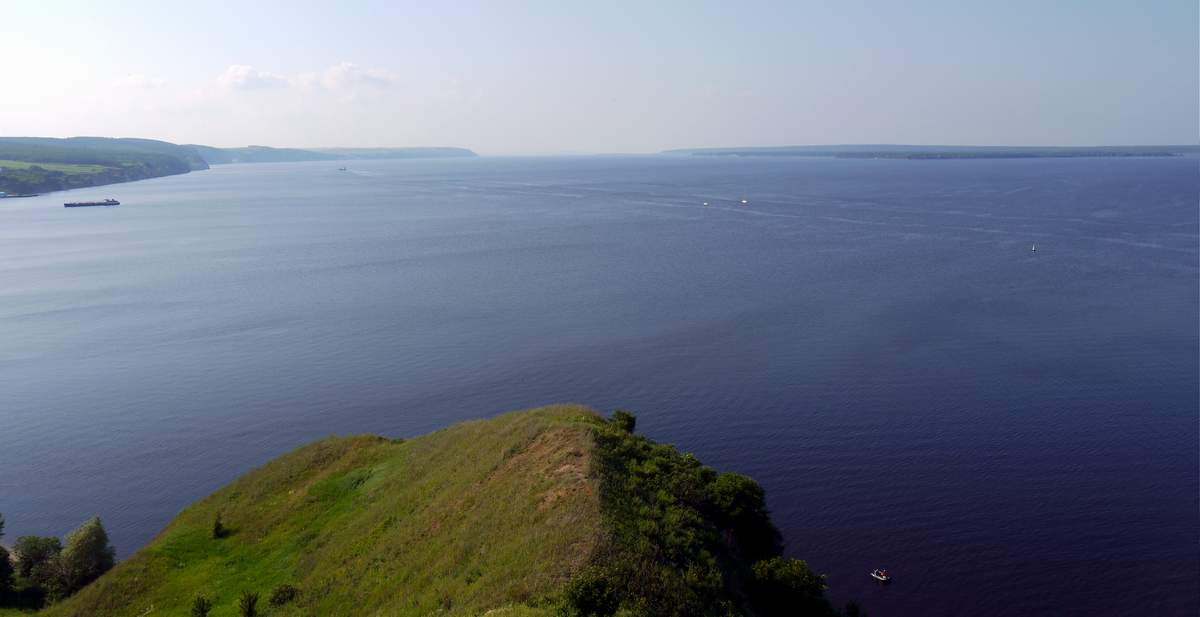
Место слияния Волги (слева) и Камы

Высота истока Камы — 335 метров над уровнем моря, а высота истока Волги — только 228 метров. Средняя и абсолютная высоты Волжского бассейна меньше Камского, так как в бассейне Камы находятся Уральские горы.
Первые серьёзные научные наблюдения за этими реками начались в 1875 году. Тогда в результате исследования илистых отложений этих рек было предположено, что Кама существовала задолго до появления Волги. Однако до сих пор нет общепризнанной точки зрения о том, какая из долин (Волги или Камы) является более древней. Некоторые участки долин могли существовать ещё сотни миллионов лет назад, а наиболее древний исследованный аллювий имеет раннечетвертичный возраст. Со времён сооружения каскада Волжских и Камских водохранилищ исследование долин почти прекратилось, поскольку обширные участки оказались затоплены, а с 1990-х годов доступ ко многим берегам стал затруднителен, так как они оказались в руках частных лиц и предприятий.
Точку зрения о главенстве Камы поддерживает и арабская географическая традиция средних веков, которая связывала исток Итиля именно с системой Белая — Кама (арабы считали, что Кама впадает в Белую).
После запуска в 1983 году последнего из каскада водохранилищ — Чебоксарского — Волга выше Волгограда перестала быть собственно рекой и превратилась в каскад крупных проточных водохранилищ. Кама в меньшей степени зарегулирована плотинами, и на многих участках реки сохранилось естественное русло.

## В массовой культуре

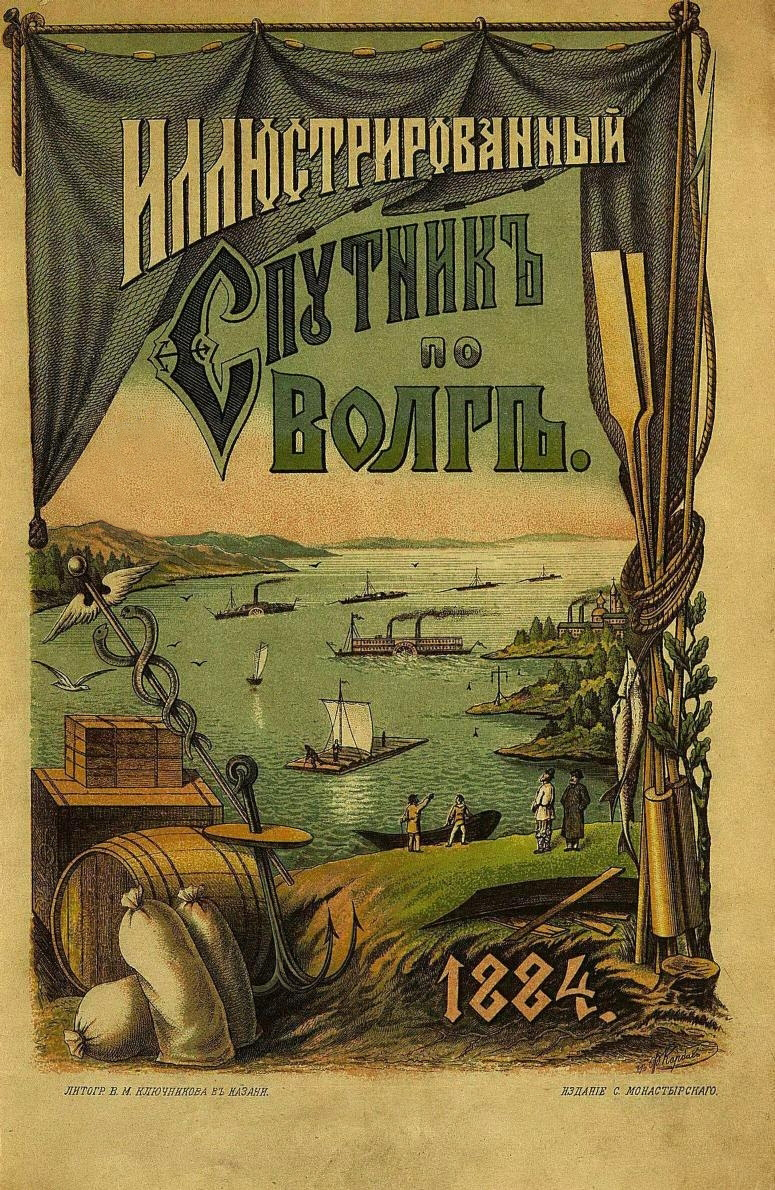
Иллюстрированный спутник по Волге

В XIX и начале XX веков с Волгой связана жизнь и творчество таких «народных» представителей культуры, как Николай Некрасов, Максим Горький, Фёдор Шаляпин. Советское искусство в полной мере использовало образ Волги, созданный искусством дореволюционной России. Волга отождествляется с Родиной-матерью, она является символом свободы, простора, широты и величия духа советского человека. Центральную роль в построении этого образа сыграли фильм «Волга, Волга», снятый Григорием Александровым, и песня «Течёт река Волга», исполняемая Людмилой Зыкиной.
В Рыбинске великой русской реке установлен памятник «Волга» (также «Мать-Волга»). Скульптура высотой 17,4 метра установлена на входе в шлюзы со стороны Рыбинского водохранилища и приветствует проходящие мимо корабли.

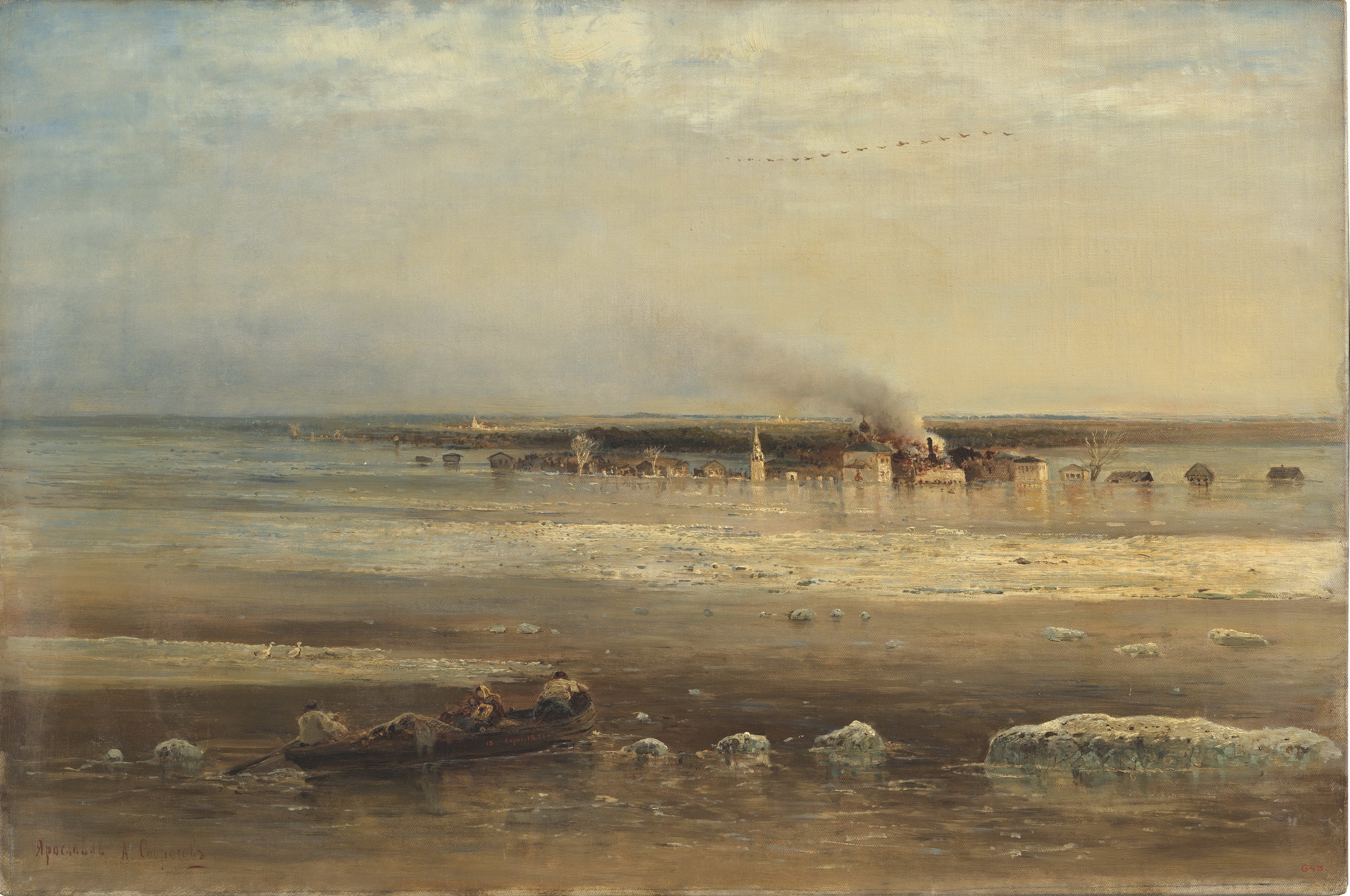
Алексей Саврасов. Разлив Волги под Ярославлем. 1871

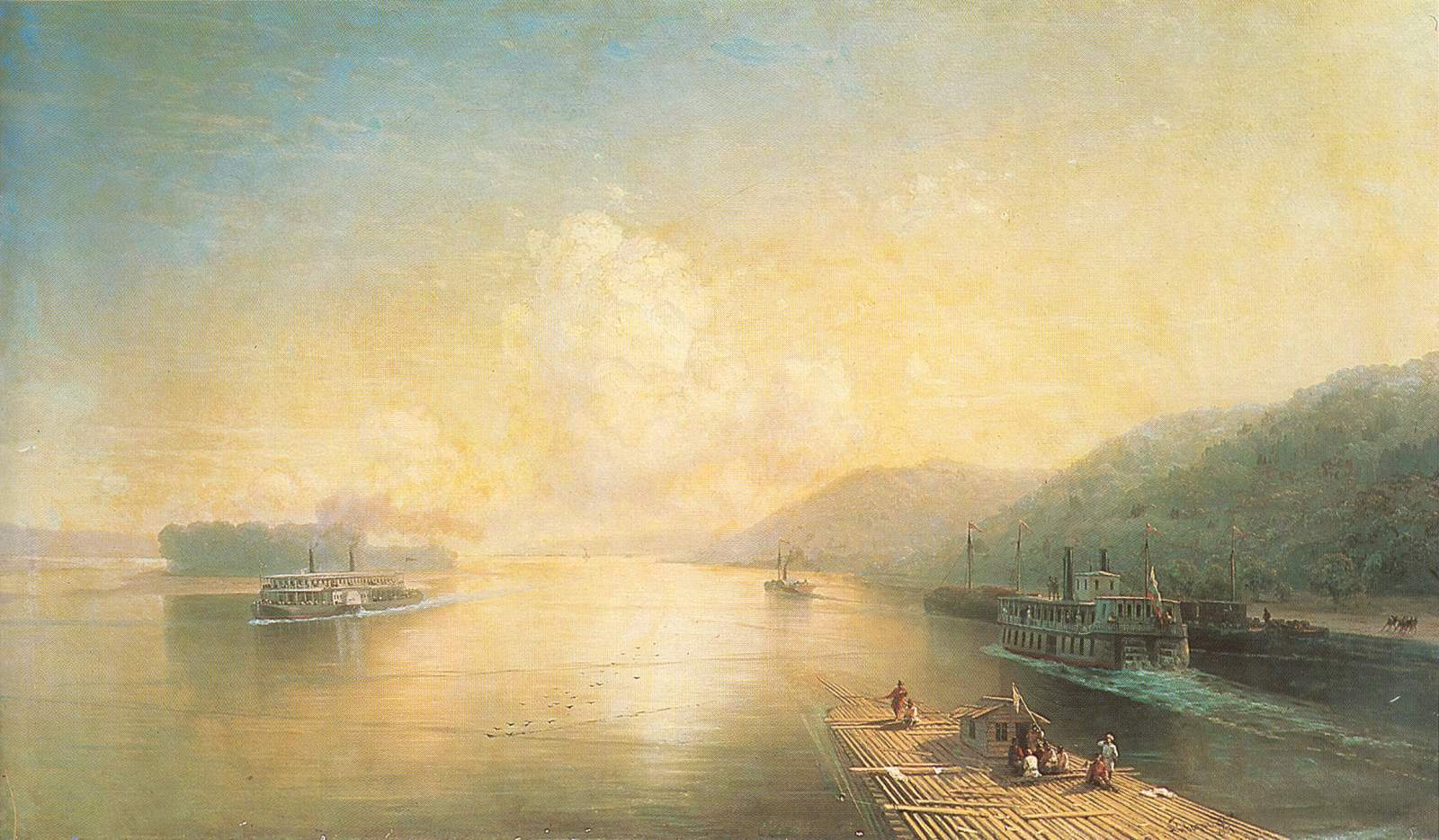
Иван Айвазовский. Волга у Жигулёвских гор. 1887

В литературе и искусстве Волга встречается довольно часто, с ней связаны многие произведения культуры:
В литературе
- «Бесприданница», «Козьма Минин», «Гроза» — пьесы А. Н. Островского.
- «В лесах» и «На горах» — дилогия А. П. Мельникова.
- «Егор Булычев и другие», «Достигаев и другие» — пьесы А. М. Горького.
- «За далью — даль», глава «Семь тысяч рек» — поэма А. Т. Твардовского.
- «На Волге» — стихотворение Н. А. Некрасова.
- «Волга и Вазуза» — стихотворение С. Я. Маршака.
- «Обрыв» — роман И. А. Гончарова.

В фольклоре и песнях
- Народная русская сказка «Вазуза и Волга».
- По народным легендам, в Змеиной пещере, что у Волги, водятся мифические существа — дивии люди.
- «Из-за острова на стрежень», «Утёс» — песни о Волге и Степане Разине.
- «Дубинушка» — песня волжских бурлаков.
- «Вниз по Волге-реке», «Меж крутых бережков» — русские народные песни.
- «Жигули» — русская народная песня.
- «Волга-реченька глубока / Бьёт волнами берега» (русская народная).
- «Волга-реченька глубока / Прихожу к тебе с тоской» (Н. Нолинский — М. Зубова).
- «Волга, Волга» — песня из одноимённого фильма (1938).
- «Сормовская лирическая» — Б. Мокроусов, Е. Долматовский (1949).
- «Течёт река Волга» — песня в исполнении Л. Г. Зыкиной (1962).
- «Какая песня без баяна» — О. Анофриев (1972).
- «От Волги до Енисея» — песня группы «Любэ».
- «Волга-речка» — Надежда Кадышева.
- «Бурлак» — «Аквариум» («Русский альбом», 1992).

В живописи

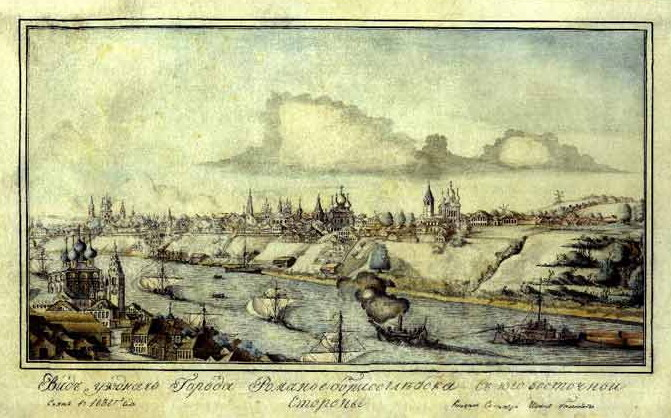
«Вид уездного города Романов-Борисоглебска с юго-восточной стороны» — И. М. Белоногов, 1838
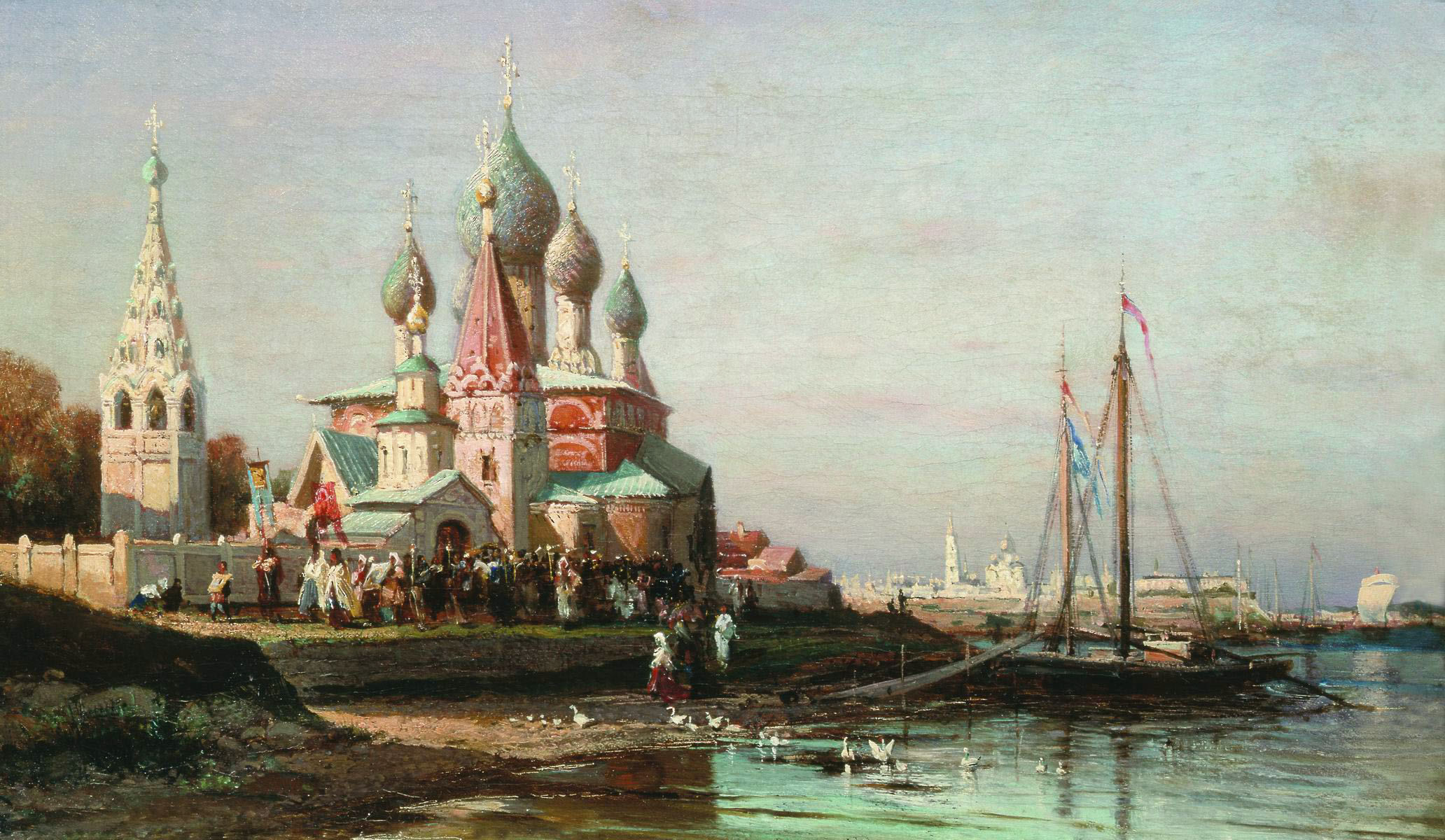
«Крестный ход в Ярославле» — А. П. Боголюбов, 1863
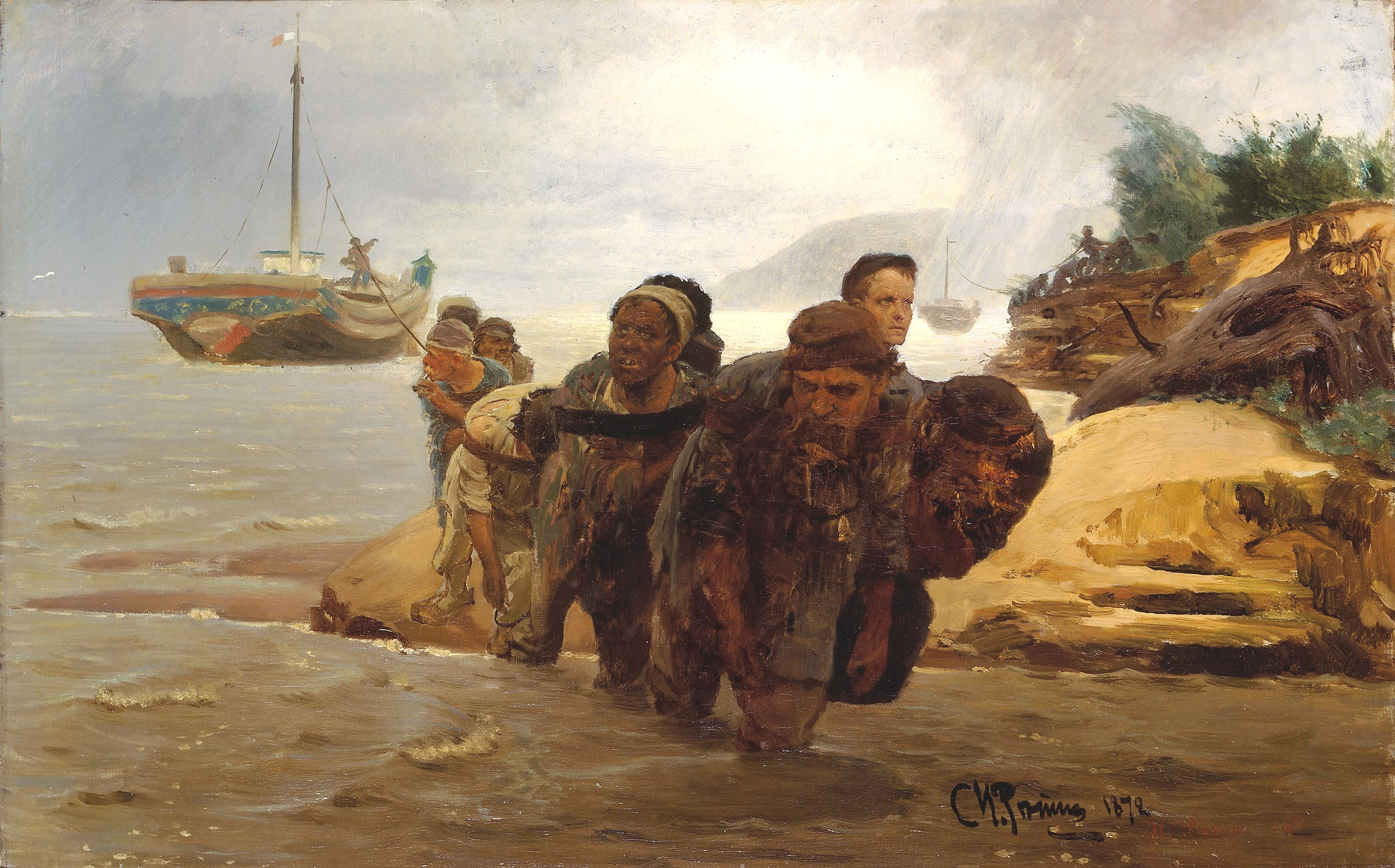
«Бурлаки, идущие вброд» — И. Е. Репин, 1872
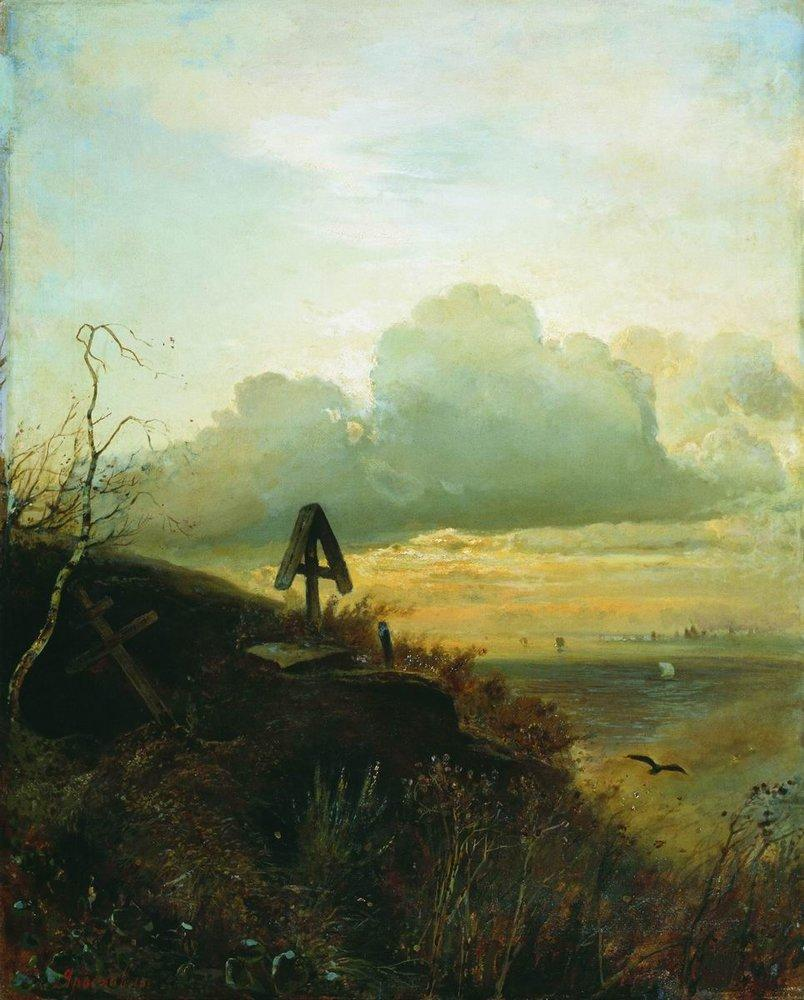
«Могила на Волге» — А. К. Саврасов, 1874
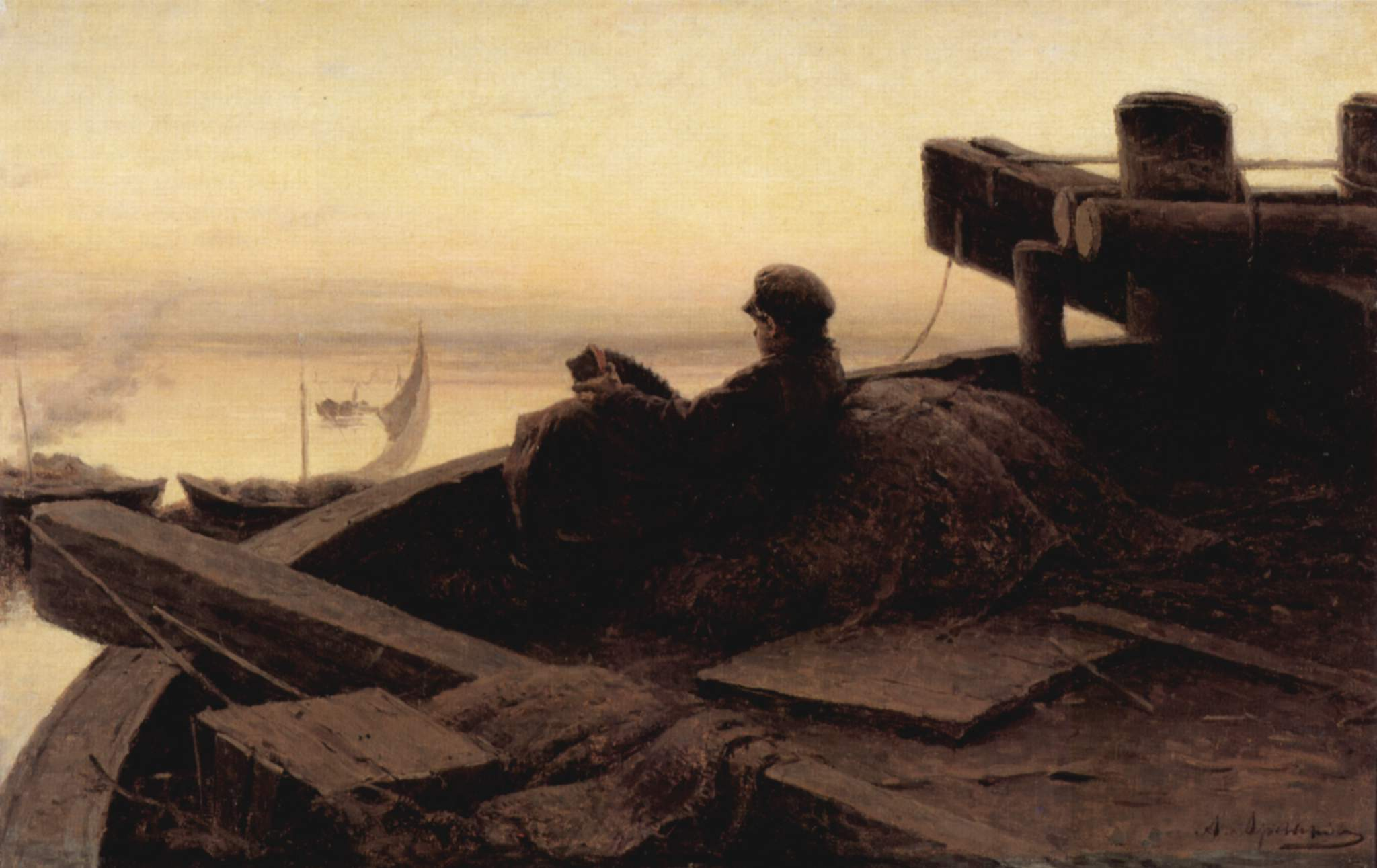
«На Волге» — А. Е. Архипов, 1889
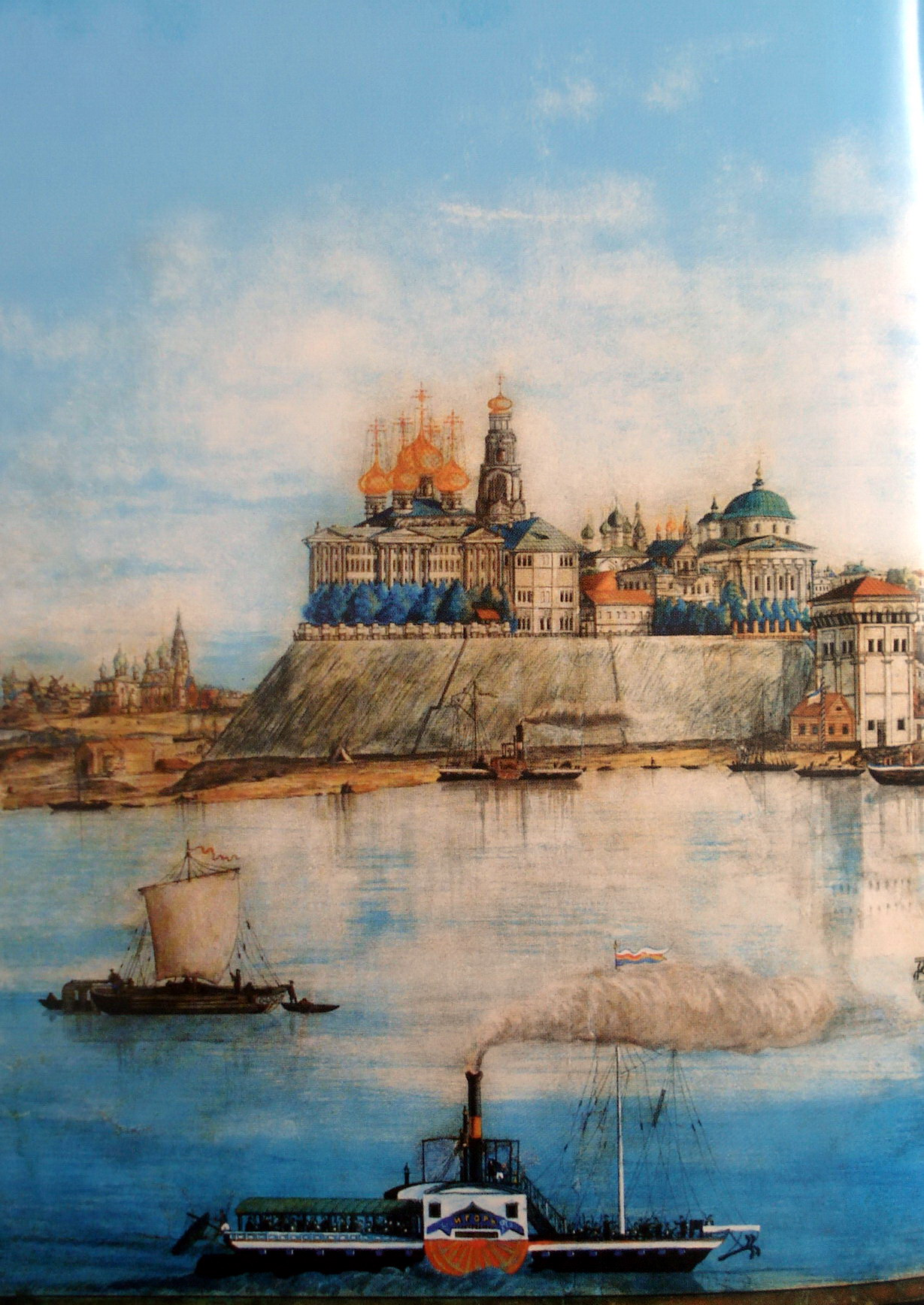
«Ярославль. Стрелка» — Г. П. Сабанеев, 1904
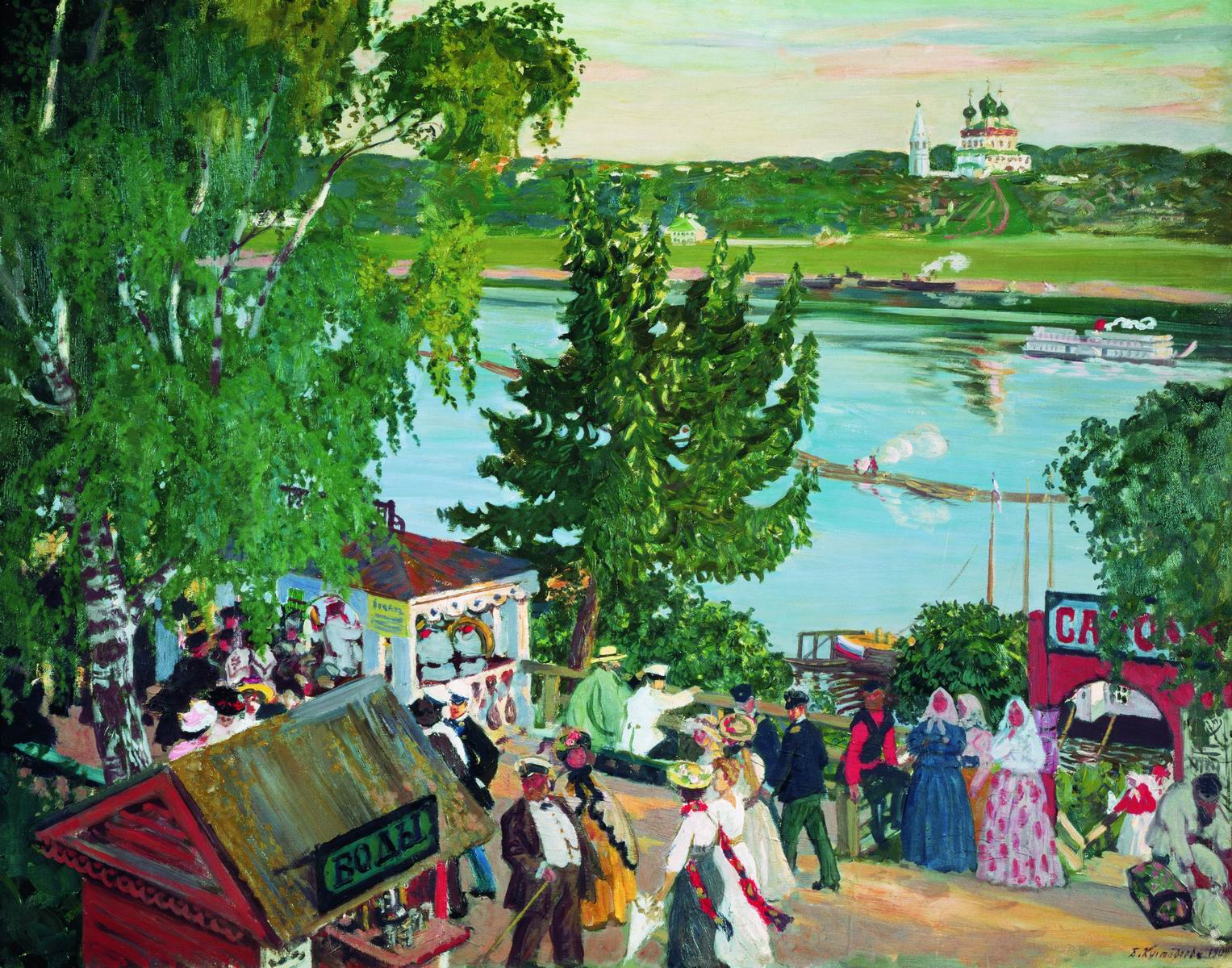
«Гулянье на Волге» — Б. М. Кустодиев, 1909
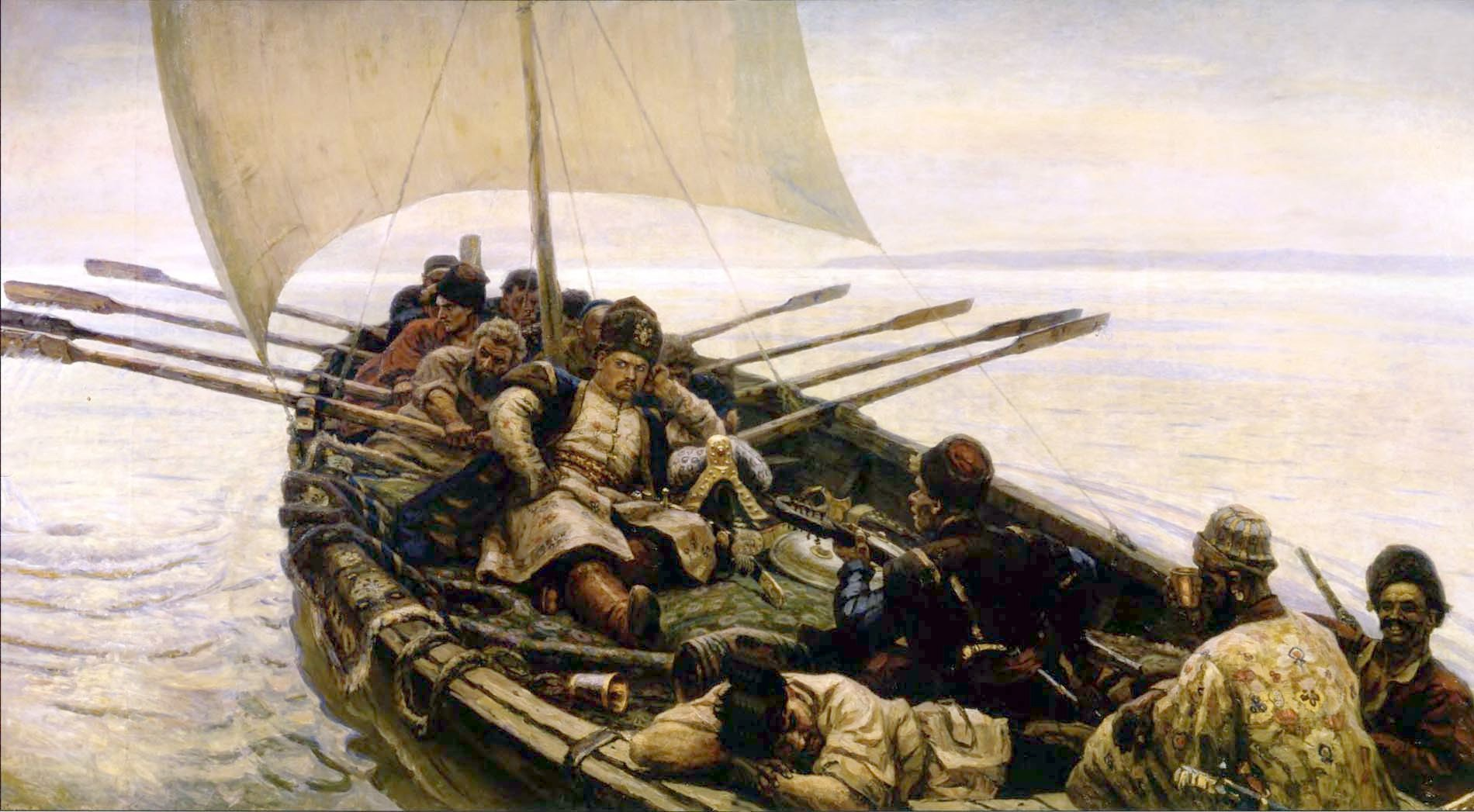
«Степан Разин» — В. И. Суриков, ок. 1910
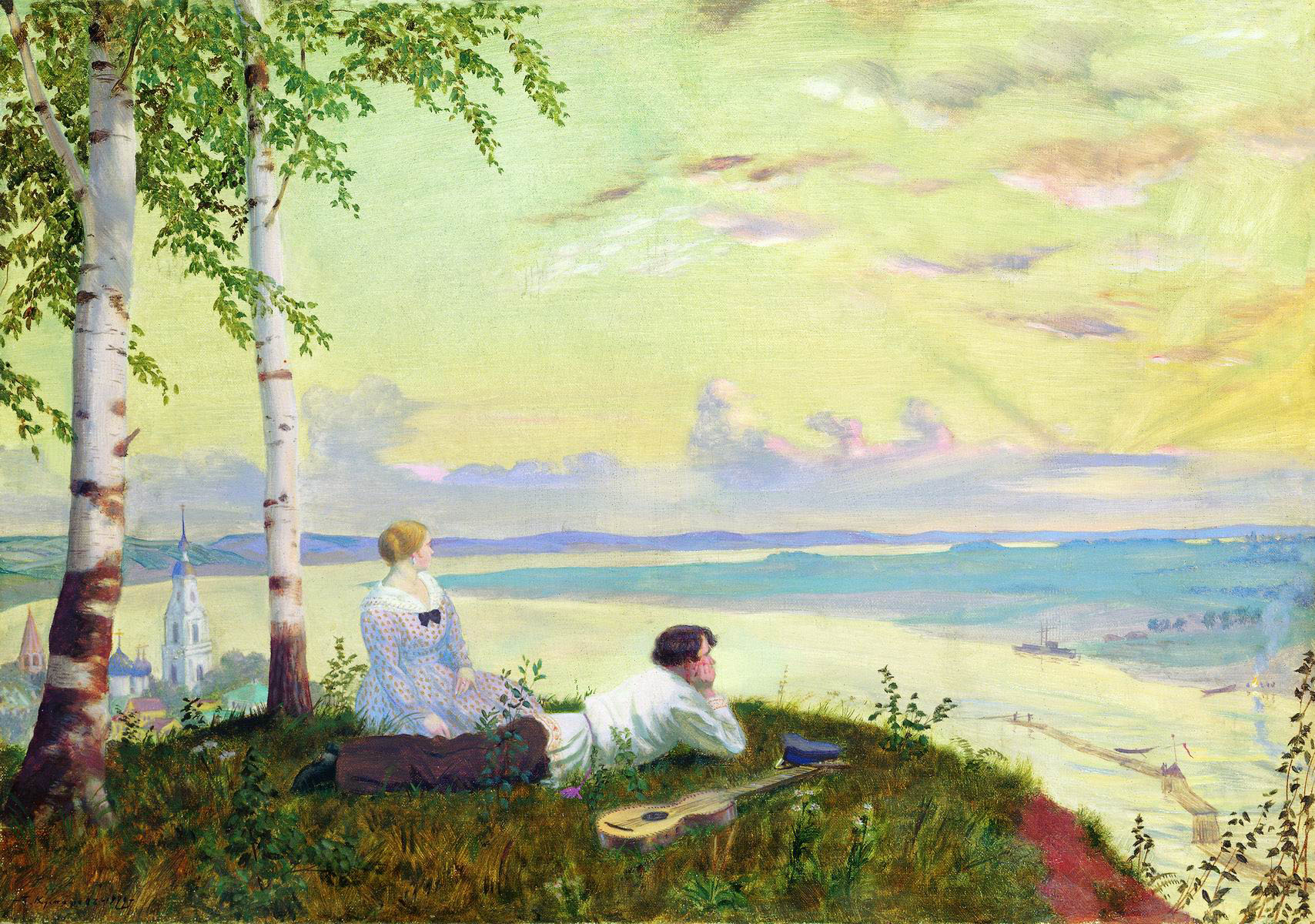
«На Волге» — Б. М. Кустодиев, 1922

В кинематографе
- «Волга, Волга» (1938) — музыкальная комедия.
- «Екатерина Воронина» (1957) — фильм кинорежиссёра Исидора Анненского, снятый по одноимённому роману Анатолия Рыбакова.
- «Строится мост» (1965) — художественный фильм о сооружении в Саратове автодорожного моста через Волгу.
- «Жестокий романс» (1984) — фильм по пьесе Островского «Бесприданница», режиссёр Эльдар Рязанов.
- «День выборов» (2007) — комедийный фильм режиссёра Олега Фомина.
- «Волга» (2016) — документальный фильм режиссёра Андрея Алёшина.

## День Волги
Неофициальный праздник День Волги — 20 мая — был учреждён в 2008 году. Впервые он отмечался в Нижнем Новгороде во время проведения X международного научно-промышленного форума «Великие реки — 2008», а затем стал отмечаться также в Волгоградской, Астраханской, Ярославской, Самарской областях, Республике Татарстан.
В рамках Дня Волги проводятся экологические мероприятия по очистке берегов, научные дискуссии, выставки. Основная цель мероприятия — объединение усилий по защите Волги.

## В астрономии
В честь Волги назван астероид (1149) Волга, открытый 1 августа 1929 года российским и советским учёным Евгением Скворцовым в Симеизской обсерватории.